# 战锤40000
《战锤40000》或非官方俗稱為《战锤40K》（英語：Warhammer 40K）、，是由英国游戏公司游戏工坊制作的一款科学奇幻风格的比例模型战棋桌上游戏。玩家需要購買軍隊模型及規則書進行遊戲。遊戲中有大量不同的種族，而每一個種族都擁有自己獨特的故事背景，而且充滿科幻及宗教色彩，因此产生了小说、漫画和电子游戏等大量衍生作品。《战锤40000》已成為世上最受歡迎的微型兵棋遊戲。

## 历史
《战锤40000》的第一版《Rogue Trader》最初发行于1987年。游戏的背景和规则设计者是Rick Priestly。游戏裡的一些要素，比如说“Bolters”（爆弹枪）或“Dreadnaught”（无畏机甲）可以在一个由Tabletop Games制做的叫“Laserburn”的游戏裡找到。最初的版本《Rogue Trader》是以小规模战斗为主题的游戏，而由骰子决定兵种的构成。
第二版在1993年发行，并贏得了“Best Miniatures Rules of 1993”（1993年最佳模型战争规则奖）的“Original Award”（原创设计）奖。这个版本和以后的开发都是编辑员安迪·钱伯斯制作的，游戏的图画和造型是由Games Workshop的艺术指导John Blanche和创作人Jes Goodwin提供的。游戏的核心由使用28毫米的微型模型代表的士兵、车辆和生物来战斗。游戏的整个主题是科学幻想，但是在遊戲中的很多科技和設定上卻強調神秘主義或宗教信仰的力量，因此也有人說《戰鎚40000》是科幻皮、奇幻骨。多年以来《战锤40000》在不断的扩大和完善，并且有时会增加其他同背景游戏里的内容。

### Rogue Trader（1987）
遊戲的第一版：Warhammer 40,000: Rogue Trader在1987年發行。遊戲設計者Rick Priestley創造了這原創的規則組（以同時期的戰鎚幻想战役第二版為基礎）和《戰鎚40000》的遊戲世界。Rogue Trader的遊戲玩法相當地角色扮演取向，而非嚴謹的戰爭遊戲。這個原創版本有一本相當詳細，不過有點雜亂的規則書，這讓遊戲相當適合於打一場小規模衝突戰。單位的組成多由擲骰子隨機決定，其中某些設定的元素（爆彈槍、雷射槍、破片手榴彈、終結者裝甲）可以在之前一個叫作Laserburn的戰爭遊戲規則中找到（該遊戲由現今已經倒閉的Tabletop Games公司生產），該規則由Bryan Ansell撰寫。這些規則後來由Ansell與Richard Halliwell一同擴充（他們最後在Games Workshop工作），但是這些規則並不是Rogue Trader的前身。

### 第二版（1993）
《戰鎚40000》的第二版在1993年後半推出，包含星際戰士和歐克蠻人微縮模型、場景、骰子以及主規則。一個名為Dark Millennium的擴充盒裝組在稍候發行了，其中加入了靈能的規則。遊戲的另一個發展是對於擁有超乎常人的能力或裝備的「特殊人物」的關注（較早的版本對每個軍隊只有三種通用的「英雄」簡述：冠軍、次要和主要英雄）。

### 第三版（1998）
第三版遊戲在1998年出版，如第二版一樣注重於令大型戰鬥的規則更加流暢。第三版顯著地變得更加簡潔了，並較少只以擲骰決定人物的能力。規則書可以單獨的購買到，也包含在一組星際戰士對抗新引入的暗黑神靈族的盒裝組裡面。軍隊聖典（Codex，這是屬於各軍隊的規則書）的系統在第三版中被延續下來。
在第三版的最後加入了四支新的軍隊聖典：外星人死靈族、鈦星人以及審判庭的惡魔審判庭（Ordo Malleus，又稱為圣锤修会）和異端審判庭（Ordo Hereticus，又稱為讨逆修会）；後兩者的元素曾出現在增補性的資料中（例如「Realm of Chaos」、「戰鬥修女聖典」中）。這兩者後來又以全新的模型和軍隊列表重新釋出。鈦星人釋出時遊戲在美國也逐漸有了名氣。

### 第四版（2004）
《戰鎚40000》第四版在2004年釋出。這版不像前版一樣有許多重大改變，它與每支軍隊的第三版規則書「向後兼容」。第四版以三種方式釋出：其一是獨立販售的精裝版，其上有關於塗裝、場景建築、背景資料的額外資訊。其二是包含在Battle For Macragge盒裝組裡，其中有平裝規則書、場景、骰子、蓋版以及星際戰士和泰倫蟲族微縮模型。其三則是一個有限的收藏版。Battle For Macragge是「一盒包了整個遊戲」（game in a box）的設計，主要注重於新手玩家，其內容根基於泰倫蟲族入侵極限戰團的家鄉馬克拉格（Macragge）。另有一個叫作The Battle Rages On!的擴充，其中有新的場景和單位，例如泰倫蟲族戰士。

### 第五版（2008）
第五版在2008年1月12日釋出，雖然第四和第五版間有些不同，不過大體上規則是相同的。為了第五版規則設計的「聖典」仍然相容，只有少數關於軍隊動作的地方改變。取代前一版起始盒組Battle for Macragge的是《黑峽突襲》（Assault on Black Reach），其中有一本輕薄短小的規則書（僅包含完整規則，但是比起完整版省略了背景和其他設定）以及歐克獸人與星際戰士。每支軍隊都有指揮部（HQ）的選擇，歐克有戰爭頭目，星際戰士有連長。
這個版本新增的規則包含步兵模型受敵火時可以臥倒，爭取掩蔽但是犧牲移動力。射擊敵人時需要檢測模型的視線。還有能選擇以奔跑取代射擊以加快移動速度。單位變得更容易獲得掩蔽。對載具造成的損傷減少了，步驟也較為簡易，而且載具可以進行衝撞。這其中某些規則曾在第二版中出現，不過在第三版中被刪去了。

### 第六版（2012）
第六版主規則書在2012年6月30日釋出。整體來說規則沒有太大的變動，但是有不少增補或調整。主要的改變包含了新的靈能規則，增加了同盟的規則以及新的單位類型，例如戰車（Chariot）和飛行器（Flyer）。除此以外，各種建築、要塞可以當成軍隊的一部份佈署在戰場上。關於地形、廢墟和建築的規則也變得更加複雜。
配合這版主規則的遊戲起始盒組《暗黑復仇》（Dark Vengeance）在9月1日釋出，裡面包含了星際戰士暗黑天使戰團（Dark Angels）和混沌星際戰士兩支軍隊的模型，可以讓玩家進行小規模的遊戲。另外還有一本和5版相似的小規則書以及各種蓋板、骰子等遊戲用具。
和前幾版一樣，第五版或第四版時期的軍隊規則書仍然可以在第六版主規則下使用。

### 第七版（2014）
2014年5月24日总规则正式升级至第七版。新的规则书套装分为三册——介绍模型和涂装的《战争银河》（A Galaxy of War），讲述游戏背景的《黑暗千年》（Dark Millennium）和对战用的规则手册（The Rules），便于玩家携带。部队的编成模式更加自由，新增的灵能阶段和多种战术目标卡片令战斗方法变得多种多样。

### 第八版（2017）
2017年6月17日戰鎚40000 八版做了重大修訂，使新玩家更容易進入遊戲，核心規則集已簡化為14頁，可以在Games Workshop網站上免費下載PDF手冊，更複雜的規則保留在更新的精裝規則書中。八版提供了開放模式、劇情模式、競爭賽制。遊戲場景的敘述也已更新：一條猩紅之路從恐懼之眼湧出撕裂了銀河。
基因原體羅伯特‧基里曼（Roboute Guilliman）復活後返回以帝國攝政王的身份領導帝國，他將帶一批原鑄星際戰士來增加星際戰士戰力，還有帝國防衛軍（Imperial Guard）重新編為星界軍（Astra Militarum），由於猩紅之路貫穿東西把銀河切為南北，北部朦朧星域和半個極限星域基本上都失聯了，但在猩紅之路上有少數幾個航道較穩定的星系即將成為重點戰區。

## 游戏本身

### 大纲
每个玩家须要从官方的种族（请看下面的介绍）裡建立一支用模型代表单位而组成的军队。建立军队的规则由总规则书提供，而各个种族独特的规则则须要相应的圣典（Codex），或称“规则书”。某些种族拥有不止一本“圣典”来解释他们的规则。聖典紀錄了一支軍隊的背景資料、專屬於這支軍隊的特殊規則、可以運用的部隊單位和他們的素質、單位可用的升級選項、每個單位和升級所需的遊戲分數（每個單位都有自己的遊戲分數，多數單位可以「升級」他們的武器或能力，不過這樣也會使那支單位有更高的遊戲分。一支軍隊裡所有單位的遊戲分以及升級帶來的額外分數加總起來，就得到這支軍隊的總遊戲分。一場遊戲會規定每個玩家的軍隊不得超過一定量的遊戲分，以確保各個玩家的軍隊大致上是實力相當的）、著名的人物以及一些塗製模型的資訊。

### 收集
这个兴趣即使对于忠实的玩家而言也是相当贵的。对于游戏的评论里流传着这样一个笑话：“这个游戏叫做‘战锤40000’是因为你在这上面要花40000英磅。”新玩家一般要花200～300美元用于购买一个中等大小的军队（1000～2000游戏中的军队点数），包括规则书和涂料。一个普通的单模型包须要5～30美元，而套装则会因内容而把价格定在20～100美元左右。

### 制作
所有的模形都是被漆涂过和玩家自行收集的，玩家一般会制作自己的喷漆和标志，和使用书上已存在的。玩家还可以使用其他工具来修改自己的模型（俗称Bitz），或者使用现存的材料来做简单的更改。这些修改一般会在竞技项目中展出和用来比赛。
地形也是游戏中重要的一部份，虽然Games Workshop提供官方的地形模板，不过很多玩家喜欢自己制做地形。一般家用的可乐罐、咖啡杯或泡沫塑料可以花一点时间和技术做成建筑物和废墟。

### 现时的状况
截止自2025年3月，一半势力已更新到第十版规则。

### Vassal40k與智慧財產權爭議
Vassal引擎是一個由JAVA寫成的遊戲引擎，可以在個人電腦上執行各類的桌上遊戲，其中一個模組Vassal40k可以讓玩家們透過網路連線在電腦上模擬一場《戰鎚40000》遊戲。在2008年9月24日，GW以智慧財產權受侵害為由，要求此模組的開發者停止開發此模組。不過此模組目前仍可使用並且持續更新。

## 背景
《战锤40000》的背景大都是歌特式的科学幻想。游戏的核心元素，也是最受欢迎的元素是星际战士（Space Marines）——人类帝国的精英战士，在一个反乌托邦和落後宇宙里的未来版的骑士。
游戏本身是《战锤幻想》（Warhammer Fantasy）的一个分支，里面有着很多原游戏的要素，包括40000版的魔法——灵能（Psychic）。《战锤40000》从很多材料里受到启发，有科学幻想、恐怖和幻想的电视和电影、著名的奇幻类作家、中世纪、巴洛克、超现实艺术、著名的历史背景（比如世界大战、维多利亚时代的英国、蒙古帝国、罗马帝国、纳粹德国和苏联）。直到遊戲第七版，故事的時空背景都被刻意地的描述在公元40999年─一個人類位處危亡之秋，終末之戰一觸即發的時刻；不過2017年出版的第八版卻打破了這個不成文的規定，在故事跨過第41個千年的同時，預想中的惡劣狀況將人類帝國一分為二，人類必須在一名時隔一萬年重返的神皇之子的帶領下迎向永無止盡的戰火。
游戏的战场分为两个世界：
- 物质世界（The Materium）
- 亚空间／异次元空间（Immaterium，又称Warp），能夠反映物質世界生物的思維與情緒，並且可能經長久時間匯聚成強大的實體，比如惡魔或者邪神。最有名的是因灵族隕落（the Fall）而生的四大邪神之一──色孽（Slaanesh，或譯“沙歷士”）。

### 势力/种族/派系

#### 人類帝國（Imperium of Man）
人类帝国的军事力量由三個部分组成：
- 星界军（Astra Militarum），第八版之前称之为帝國防衛軍（Imperial Guard），人类帝国的主体武装力量。
- 帝國海軍（Imperial Navy），從帝國軍（Imperial Army）中分離出來，主管不屬於星際戰士和機械神教的一切航空／航天飛行器。
- 星際戰士（Space Marines），又称阿斯塔特修士或太空陆战队，经过基因改造的超级士兵。

帝國也建立了3個宗教審判庭（Inquisition）的軍隊：
- 異型審判庭（Ordo Xenos），又称异族猎人（Alienhunter），包括了星際戰士的“死亡守望”战团（Death Watch），主要用来针对各外星异族。
- 惡魔審判庭（Ordo Malleus），又称恶魔獵人（Daemonhunter），包括了灰騎士（Grey Knight）——星際戰士的一分支，主要用来针对亚空间的混沌势力。
- 異端審判庭（Ordo Hereticus），又称邪巫獵人（Witchhunter），包括了戰鬥修女（Sisters of Battle），主要用来针对帝国内部被混沌腐化的部分。

此外效命于帝国的军队还有：
- 機械神教（Adeptus Mechanicus），所管的泰坦军团（Titan Legion）和技术卫队（Tech Guard），负责各种装备技术的开发。
- 刺客殿堂（Officio Assassinorum）
- 禁軍（Adeptus Custodes），負責維護地球和皇宮安全，只會聽從帝皇和原體的命令。
- 寂靜修女（Sisters of Silence），由擁有「無魂者」特性的女性組成，這一特性能有效的克制靈能者，只會聽從帝皇和原體的命令。

#### 混沌势力（Forces of Chaos）
- 混沌邪神（Chaos Gods）——源自异次元空间的四个强大邪恶力量，分别是纳垢（Nurgle）、恐虐（Khorne）、奸奇（Tzeentch）、色孽（Slaanesh）。
- 混沌星际战士（Chaos Space Marines）——在荷魯斯叛乱中背叛帝皇并参与叛乱的9个星際戰士军团，其基因原体成为恶魔王子（Daemon Prince）  。
- 迷失和被诅咒者（The Lost and the Damned）——被混沌腐化而背叛人类帝国的帝国军成员。
- 混沌恶魔（Chaos Daemons）——源自异次元空间的强大怪物。

#### 异形（Xenos）
异形（Xenos）是人类帝国（Imperium of Man）对其他外星种族的蔑称。在战锤40000的故事背景中，银河系中存在着许多非人类智慧生物，彼此之间相互厮杀来争夺银河的控制权。在人类帝国（Imperium of Man）的帝国国教（the Ecclesiarchy）教义中规定身为异形是一种罪过，所有异形都是帝国的敌人，需要被清除。

##### 靈族（The Aeldari）
艾达靈族是一个古老种族，具有极度发达的高科技和高超強大的靈能力量，曾经拥有一个强大的宇宙帝国。但由于过度追求奢逸和享受而变得灵魂腐化，导致了四大混沌邪神之一色孽誕生，直接酿就了灵族帝国的隕落而勢力開始衰弱。靈族分為幾個派系：
- 艾達靈族
  - 方舟靈族（Asuryani）：灵族帝国的幸存者和直系继承人，搭载“方舟世界”（Craftworld）周游宇宙以延续灵族帝国的残光。方舟灵族为了生存有时会与人类帝国结盟，但是为了利益随时都可以背叛协约，甚至反戈一击。
  - 蠻荒靈族（Exodites）：灵族中大衰败之前就预视到奢华腐化苦果的有识之士，但是由于当时势单力薄、无力回天不得不选择远走他方。灵族出逃者由于很早就离开灵族帝国，技术相比方舟灵族相对落后，但是却保留了许多灵族辉煌时期的技术，比如“无限回路”（Infinity Circuit）。
  - 丑角 （Harlequin，在靈族語中為Rillietann）：灵族笑神嬉奇高（Laughing God Cegorach）的侍者和黑书馆（Black Library）的保管者。丑角自视为协调灵族各个派系的中保，被所有灵族所敬畏，通常是战斗的先锋。
  - 弃民与海盗（Outcasts & Corsairs）：脫離道途系統的靈族，他們在銀河各處旅行或劫掠，但他們依然忠於自己出身的方舟世界，會在方舟需要時響應集結與幫忙蒐集情報。
  - 黑暗靈族（Drukhari）：灵族中钟情于抢夺、奴役、折磨的一支，有极端的施虐情结，並自認為是靈族帝國的正統繼承人。黑暗灵族是原灵族帝国中享乐派邪教的残党，也是导致色孽诞生的元凶。他们在杀戮其他“下等生物”（包括自己的灵族同胞）中收割灵魂以满足欲望的需求以及向色孽獻祭以逃避它的魔掌，并且通常以海盗和佣兵的身份出现。

##### 欧克兽人（Orkoid）
一支基因上近似于菌藻的野蛮种族。因为体内动物细胞与菌类细胞的共生现象，兽人的皮肤通常是绿色，因此被人类帝国蔑称为“绿皮”（Greenskins）。欧克兽人受一种叫做“Waaagh！”的特殊行为意识影响（其特征综合了大规模迁移、群殴、抢劫、圣战、大屠杀等等），這種集體意識所形成的盲目精神能量常會令歐克有出人意表的表現（如集團狂熱、組裝出理論上毫不科學但仍能運作的怪異武器，甚至完全由破銅爛鐵組成卻能橫越星系甚至進行次元跳躍的太空船），並使他們会下意识的追随周围体能最强的个体。獸人性格极度好战而且喜欢制造破坏，甚至如果长时间没有作战对手就会发展成为自相残杀。而官方也常將歐克描述為一支粗野中帶著幾許逗趣的勢力(比如他們會分別把將星界军與星际战士称作蝦米與铁皮罐头，將牙齒當成貨幣、並盲目地相信紅色的神力)。
- 兽人（Orks）：兽人族中体型最大的一种，形体上相当于西方奇幻故事中的半兽人。兽人军队中的主要力量。
  - 军阀（Warlord）：兽人战团的总领袖
  - 头目（Warboss）：獸人中的指揮官階級
  - 古怪小子（Oddboyz）：獸人中的技術單位
    - 技师小子（Mekboyz）：也称技仔（Mek），其中最强大的称为大技霸（Big Mek），兽人中负责制造、维修并回收各类器材的技工人员
    - 疯医（Mad Doks）：也称痛小子（Painboyz），獸人中的醫療人員
    - 奇異小子（Weirdboyz）：獸人中的靈能人員

  - 大佬（Nob）：兽人中的小队头领
  - 闪光蠢蛋（Flash Gitz）：兽人中的重型火力兵种
  - 小子（Boyz）：獸人中以砍刀和枪械作战的普通兵種
    - 突击小子（Stormboyz）：獸人中的带有喷射背包的突击兵種
    - 特战仔（Kommandoz）：兽人中善于渗透破坏的突击部队
    - 燃烧小子（Burna Boyz）：兽人中用火焰喷射器作战的兵种
    - 爆坦仔（Tankbusta）：兽人中用火箭弹作战的兵种
- 地精（Gretchins）：兽人族中身型弱小、胆小怕事的一支，相当于西方奇幻故事中的哥布林，被普通兽人称为“格罗特”（Grots）。地精在兽人群中经常是被虐待的对象，充当奴隶和出气筒的角色。一般而言地精有著較普通獸人更靈巧的手藝，因此多半負擔打造與維護獸人的武器與戰鬥機械。
- 屁精（Snotlings）
- 跳跳（Squigs）

##### 太空死灵（Necrons）
太空死灵（Necrons），或譯作太空骷髏，一支僵尸般的机器人种族，全宇宙最古老的种族之一，其前身惧亡者（Necrontyr）因为嫉妒古圣（Old Ones）的長生而引發了上古大戰“天堂之战”（War in Heaven），惧亡者雖藉星神（C'tan）之力獲勝，卻也在對方的詭計下成為了無魂的機械。死靈族的技术发达且战斗力極强，但也因轉化為機械而動作、思想遲鈍。直到第四版的背景故事，太空死灵都被描述成一支被星神所支配，無思想的為之收割其他種族生命能量的亡靈軍團。但2011年更新的第五版則改為，死靈族已消滅了他們的主人，並在少數仍保有心智的領主階層的領導下向宇宙中的其他種族主張他們古老的統治地位。死灵族通常集体以坟墓世界的形式处于沉眠状态，但是一旦被生命体打扰便会苏醒。死灵族相当于西方奇幻故事中的不死族和戰鎚中的古墓王。並在故事中被唯一知曉其來歷的靈族視為死敵。
- 星神（C'tan）
- 法皇（Phaeron）
- 霸主（Overlord）
- 领主（Lord）
- 墓穴技师（Cryptek）
- 摧毁者（Destroyer）

##### 秘教
秘教，起源不明，據傳它們早在「人類」這個種族誕生之前便已存在，一直致力於消滅靈魂之海與亞空間邪神，它們狂熱的相信「靈魂之海的動盪原因中有3分之1是來自人類，因此只要摧毀人類帝國，滅絕人類這個種族便能將靈魂之海連同亞空間邪神一同消滅」，從而做出了一系列影響，摧毀人類帝國的行為。不知為何，意圖滅絕人類的它們擁有一大群人族的支持者。部分網友認為秘教背後的創始人其實是混沌四神當中的奸奇，理由是「理應回歸亞空間的叛變原體卻加入了意圖摧毀亞空間的秘教，明顯不符合混沌四神的利益」。

##### 钛星人（T'au）
钛星人（T'au）是一支位居人类帝国东部的高科技新兴种族。钛星人没有沟通亚空间能力，因此不具备超时空远程飞行技术。钛星帝国人口主要分为“火”、“土”、“水”、“气”、“空”（或称乙太）五个种姓阶级，崇尚被稱為“上上善道”（the Greater Good）的一種共同體思想。钛星人经常利用人类帝国战乱时期（比如与混沌、欧克兽人交战的时候）浑水摸鱼蚕食领土扩张势力，是让人类帝国头疼的体肤之患。钛星人與人類帝國另一個顯著的差異是對異星民族持較寬容的態度（當然，這必須以遵從由鈦星人主導的上上善道秩序為前題），因此其军队同时还拥有许多其他种族的盟军和雇佣兵。
- 火氏（Shas）：军人
  - 指挥官（Shas'o）
  - 骑士（Shas'el）
  - 英雄（Shas'vre）
  - 老兵（Shas'ui）
  - 战士（Shas'la）
  - 学员（Shas'saal）
- 土氏（Fio）：工程师、工匠、农民
- 水氏（Por）：外交官、商人、行政人员
- 气氏（Kor）：飞行员
- 乙太（Aun）：祭司

钛帝国的盟友势力包括：
- 克魯特（Kroot）：钛星人的盟军，来自Pech星球的树居原始食肉种族，能藉由啖食其他生物的血肉獲取基因情報進行進化。由鈦星人經兽人手中解放之後加入鈦星人，主要充当肉搏兵种，在一定程度上替不擅長近身戰的鈦星人彌補了近身戰上的缺點。有一些克鲁特人也受佣于人类帝国。
- 维斯比（Vespid）：钛星人的盟军，来自于气体巨星维斯比星的类昆虫种族，被钛星人称为“Mal'kor”（钛星语“昆虫”和“气”的结合）。主要是从事近战任务。
- 古维萨（Gue'vesa）：钛星人中人类佣兵的俗称。

##### 泰伦虫族（Tyranids）
泰伦虫族（Tyranids），一支类似社会性昆虫集合体的迁徙性有机生物种族，因为在“泰伦”星球（Tyran）首次被人类帝国所遇而得名。虫族的习性近似于蝗虫，是一种以虫巢舰队进行星际游荡寻找食物资源的掠食性种族，但是却统一由集体意识“虫巢意志”（Hive Mind）领导。虫族拥有极高的基因生物工程技术，可以在吞噬生物质的过程中吸收基因信息，用以改进自我的技术。虫族入侵的方法通常是先由母舰向目标星球的表面投放数以百万计的孢子，孵化后的虫兵会大规模繁殖、扩散、污染水土资源、盗取遗传信息和屠杀当地原有的生物群，同时“虫巢意志”的影像会阻断通讯；待等抵抗完全被清除后，虫兵和脉管塔和会把该星球的生物质和深层资源全部吸取，最终包括大气层之内的生物圈会被虫舰完全吞噬，整个过程根据目标大小可以在数天到数月的时间内完成。
- 虫巢暴君（Hive Tyrant）
- 基因窃取者（Genestealer），其中最强者称作血主（Bloodlords）
- 暴君护卫（Tyrant Guard）
- 刽子手（Carnifex）
- 泰伦武士（Warrior）
- 鸦蛇虫（Ravener）
- 利卡特（Lictor），其中一些特化个体称为死亡跳跃者（Deathleaper）
- 脑虫（Zoanthrope）
- 枪虫（Termagant）
- 刀虫（Hormagaunt）

##### 沃坦聯盟(Leagues of Votann)
俗稱太空矮人，一支可以追溯黑暗時代之前的人類分支文明，自稱爐裔（Kin）的他們倚靠著被稱為沃坦(Votann)的超級電腦保有遠比現今人類帝國更加完整的古代科技，並且完全倚靠基因複製技術繁衍。
沃坦人主要分佈在被稱為銀河核心的險惡星域，這使得牠們在其他勢力眼中相當神秘，更一度被認為已於泰倫蟲族的侵略中滅亡(官方以此解釋該勢力在二版被除名多年後於九版回歸一事)；目前沃坦與人類帝國間處於雖不敵對但互不信任的狀態。

##### 次要种族
- 古圣（英语：Old_Ones_(Warhammer_40,000)）：灵族和欧克兽人的创造者，网道的建设者。
- Demiurg
- Nicassar
- Slaan
- Hrud
- Squats
- 冉丹（Rangdan）：冉丹灭绝是帝国在大远征中进行的和异形种族冉丹的大规模战争。據傳他們曾在大遠征時期擊殺並取得一名基因原體。有說法稱鈦帝國的科技技術能僅憑幾千年便從蠻荒時期發展到能與人類帝國抗衡的原因是因為冉丹的少數倖存者所造成。
- 飲骨者：一種利用孢子繁衍的寄生型異形，會寄生於生物的脊髓組織，從而達到掌控生物的目的。具有格式塔意識。

## 人物角色

#### 人類帝國（Imperium of Man）
- 帝皇（God-Emperor of Mankind）

##### 基因原體
- 萊恩·艾爾莊森 (Lion El'Jonson)

第一軍團「暗黑天使（Dark Angels）」的基因原體，嬰兒時期降落到了卡利班，在被卡利班騎士團發現之前獨自在充滿野獸的森林生活了十年，因而造就了他那衝動偏執、沉默且不善言辭的性格，後被騎士團盧瑟發現並收養為他以卡利班最強猛獸之名取名為萊恩·艾爾莊森。軍團在大遠征之前就因為冉丹之戰而損失慘重，所以勢力較其他軍團稍弱。大叛亂時期與基里曼、聖吉列斯建立第二帝國，發現帝皇仍然存活且泰拉尚未淪陷後立即前往泰拉。叛亂結束後回到母星卡利班，卻發現養父盧瑟和留守部隊已經叛變，因此率領部隊轟炸整顆星球，並親自前往修道院擊殺盧瑟，因一念之仁而被盧瑟重創，在卡利班毀滅之後沉睡在星球的殘骸之中，經過1萬年的沉睡獅王已然甦醒，他將與他的基因子嗣一起討伐恐虐原體安格隆。
- 察合臺.可汗（Jaghatai Khan）

第五軍團「白色傷疤（Whits Scars）」的基因原體。性格高傲不羈特立獨行，童年降落於以蒙古帝國為藍本的星球巧格里斯，因此相當擅長游擊戰。可汗在大叛亂剛開始時沒有立即歸邊，而是帶領軍團去探索叛亂的真相。在了解混沌的本質後決定加入忠誠方，後與前往招攬的死亡守衛原體莫塔利安進行對決並成功突圍參與了泰拉保衛戰。叛亂結束後對於基里曼的戰團政策表示贊成（畢竟人數太多也不適合打游擊戰）。後在帶隊追擊攻擊自己星區的黑暗靈族部隊時，追進了該世界的一個網道入口，之後再也沒有出來過。
值得一提的是，他在普羅斯佩羅之焚後，在該星球上發現並救下了一名忠誠派的千子成員，推測與血鴉戰團的誕生有關。
有網友認為，可汗之所以進入網道後不再離開是因為他非常嚮往失落已久的古代大夏（大約相當於中國）文化，覺得銀河系遲遲找不到繼承大夏文化的文明是因為大夏傳承不在銀河系，而是在網道內部。
- 黎曼.魯斯（Leman Russ）

第六軍團「太空野狼」的基因原體。叛亂結束後對於基里曼的戰團政策提出了反對，再加上無法從帝皇重傷的悲傷中走出，因而僅僅從自己的軍團中象徵性的組建了一個戰團，其餘部分仍舊維持著大遠征時期的12個大連。進入亞空間後失蹤，臨走前告知子嗣們自己終有一天會回來進行最後的戰鬥，相傳魯斯的行動目的是為尋找救活帝皇的方法。
- 羅格·多恩 (Rogal Dorn)

第七軍團「帝國之拳（Imperial Fists）」的基因原體。童年降落在有著嚴寒氣候的因威特，因此造就了他那頑強的性格。與帝皇重遇前在大叛亂時期作為泰拉皇宮的禁衛總管活躍，並斬殺阿爾法瑞斯。叛亂結束後對於基里曼的阿斯塔特聖典提出反對，但理性上明白必須防止大規模叛亂的再度發生而最終妥協。在組建戰團前秘密給予自己的基因子嗣們下達了一個名為「最終高牆（The Last Wall）」的保險措施，以應對哪天發生足以威脅帝國的終極威脅。後在帶隊襲擊混沌戰艦「褻瀆之劍（Sword of Sacrilege）」的行動中，不明原因的消失，生死不明，只留下了一隻被砍下的手掌，該手掌後來以「多恩之手（Hand of Dorn）」之名成為了戰團聖物，並被存放於靜置力場之中。
值得一提的是，儘管多恩忠誠到令人感到恐懼的程度，但其說話方式卻是一種連其餘原體都不願面對的酷刑。
有趣的是，他是眾多原體中唯一一個將自己所在星區打下，並主動找到帝皇的原體。
- 聖吉列斯（Sanguinius）

第九軍團「聖血天使（Blood Angels）」的基因原體，被稱為大天使（The Great Angel），擁有超凡的人格魅力和謙遜的姿態，亦是最高貴的原體，這使得他在帝國中贏得了大量尊崇，與其他基因原體也有不錯的關係。繼承了帝皇的強大預言能力，武技在原體之中無人能出其右。在大遠征期間，聖吉列斯發現了他的軍團存在基因缺陷，最終聖吉列斯讓聖血天使在戰鬥中跟隨並學習影月蒼狼，努力重塑了整個軍團，克服了基因缺陷，使他成為荷魯斯最好的朋友，因此就算荷魯斯曾發現聖血天使的基因缺陷，但他也一直在帝皇面前保守了這個秘密。但隨著荷魯斯之亂，這對好兄弟終究還是反目。在大叛亂中帶領軍團抵禦住混沌勢力對永恆之牆的攻擊，憑藉靈能預知能力知曉在最終決戰會為帝皇而犧牲但依然慷慨赴義，在用盡全力擊傷荷魯斯後被殺，聖吉列斯的自我犧牲給帝皇帶來獲勝的機會，但整個第九軍團受到原體死亡的影響產生了「黑色狂怒」，聖血天使的星際戰士們會在戰鬥時會在幻象中看到他們原體死亡的景象，無法分辨虛幻與現實的他們會失去理智進行不分敵我的攻擊。
- 費努斯.馬魯斯（Ferrus Manus）

第十軍團「鋼鐵之手」的基因原體。軍團塗裝以黑色配上白色徽記為主。鋼鐵之手最大的特色是他們的星際戰士多少都會接受機械改造，不但擅長重火力打擊，對於機械技術也有深入的研究和應用。本人已經在伊斯塔萬三上遭到福格瑞姆斬首，是目前唯二確認死亡的忠誠派原體，其頭顱落入荷魯斯手中，後被基里曼和多恩聯手奪回，並送入家園世界戈爾貢上，美杜莎雕像的眼睛中。據傳有人曾在帝皇的咒縛軍團中看到這位原體的身影。
由於是死於斬首，所以又被網友戲稱為「費無頭」或「無頭學姊」。
- 羅伯特·基里曼（Roboute Guilliman)

奧特拉瑪之主、五百世界之王、復仇之子、團結之刃
秩序之主宰、第十三軍團極限戰士（Ultramarines）的基因原體，理性且精於政治的帝皇之子。與他大多數的兄弟不同，被奧特拉瑪執政官撫養的基里曼有著原體中罕見的幸福成長歲月，他在大叛亂後撰寫的阿斯塔特聖典 （Codex Astartes）成為往後一萬年星際戰士組織作戰的圭臬，但在大清洗時期遭惡魔原體福格瑞姆（Fulgrim）以惡魔之刃重傷，被迫進入靜滯力場休眠，直至一萬年後才在在靈族死神軍的伊芙蕾妮（Yvraine）和機械大賢者貝利薩留•考爾合作下穿上命運之鎧而復活。並在前往黃金王座面見帝王後自封攝政王。
第八版帶來的故事發展使基里曼成為了一名核心人物，他必須帶領人類帝國在第十三次黑暗遠征成功產生的絕望局勢中掙扎求存。而在不屈遠征初步穩定帝國局勢後，基里曼將被迫返回極限星域面對昔日兄弟莫塔里安引發的瘟疫戰爭的挑戰與父皇本質變化的未知影響。
- 沃坎 （Vulkan）

火龍之主、第十八軍團火蜥蜴（Salamanders）的基因原體，繼承了帝皇的「永生者」體質。膚色烏黑，在原體中最為高大且力量最強，卻也最富於慈悲心與憐憫凡人。帝皇授與其軍團後亦命他「以善良統領自己的軍團」，使得火蜥蜴軍團成為大遠征時期最避免平民傷亡的軍團。沃坎在大叛亂之初一度於降落點大屠殺，但被午夜領主科茲所擒並殘忍虐待一段時間後，趁科茲一時之間不注意偷襲成功並逃回馬庫拉格被基里曼所救，但之後在泰拉攻防戰中替帝皇抵禦後方混沌勢力的進攻，戰後生死不明，其基因子嗣們相信只要找回基因之父製作的7大神器，伏爾甘終將歸來，然而其子嗣所不知道的是，沃坎所製作的7大神器早在叛亂時期就被沃坎銷毀。
- 科拉克斯

救贖者、暴政解放者、烏鴉之王、陰影領主、第十九軍團暗鴉守衛（Raven Guard）的基因原體，童年降落於鑄造星球卡瓦哈(後更名為拯救星)被該星球的工人階層收養，成年後領導反抗勢力成功推翻了原來的統治者，擁有從匪夷所思的陰影中現身的能力而得名「陰影之主」。叛亂結束後對於基里曼的戰團政策表示贊成，在大叛亂中被阿爾法破壞了自己軍團的基因組，並被迫殺害自己被轉化的子嗣，因而造成了嚴重的心理創傷，並將自己鎖進軍團要塞中長達一年的時間，最後選擇獨自一人駕駛飛船進入恐懼之眼中，開始以一己之力追殺藏匿其中的叛變原體，從此再也沒有被帝國勢力所目擊到。

##### 泰拉統一時期
- 巴西利奧.弗軍閥

盤踞泰拉的軍閥之一，同時也是精通生物機械領域的天才工程師，創造出的生物怪獸甚至能夠在一對一的情況下擊殺禁軍。在帝皇統一泰拉時期，因意識到泰拉統一無法阻擋，並得知反抗的軍閥都被帝皇處死後便意圖逃跑，但逃跑沒多久便被禁軍逮捕送入地牢。之後在大叛亂時期說服禁軍釋放自己，並靠著自己的強大天賦製作出一種針對星際戰士的強大病毒，這種病毒甚至能夠影響基因原體。
十分諷刺的是，納垢大魔庫加斯所製作的能擊殺基因原體的混沌湯便是運用了這款病毒。
- 高加索軍閥

盤踞泰拉的軍閥之一，由於自身在一眾軍閥中實力較為弱小，因此被帝皇當作泰拉統一的收尾，卻因自身有著極其強大的防禦型憎惡智能和足以媲美星際戰士的基因改造士兵，使得帝皇在擊敗他的路上造成了不少損失，甚至因為這一戰導致火蜥蜴軍團的一直處於人口稀缺的狀態。
- 薩吉塔琉斯

與帝皇一同收復泰拉的禁軍之一，在帝皇擊敗並俘虜莫蘭森軍閥時，因莫蘭森軍閥針對帝皇的惡毒咒罵而引起他的怒火，從而對莫蘭森軍閥發動了警告性質的攻擊，儘管只是為了警告，但禁軍的強大力量依舊讓莫蘭森軍閥受到了嚴重的創傷。
- 烏肖坦

雷霆首席，率領麾下雷霆戰士幫助帝皇統一泰拉，卻因雷霆戰士自身的致命缺陷而在統一結束後遭到清洗，但一部分倖存者被烏肖坦藏匿了起來，並在之後的大叛亂時期率領殘存的戰士一同加入了叛亂方，最後剩餘的戰士被禁軍殺戮殆盡，而烏肖坦自身也被瓦爾多殺死。

##### 大遠征/荷魯斯叛亂
- 魔紋馬卡多(Malcador the Sigillite)

與帝皇同為永生者的帝國宰相，擁有僅次於帝皇和馬格努斯的強大靈能，也是極少數被帝皇視作友人的凡人，就連強大的基因原體都以「叔叔」稱呼他。相貌猶如一個快死的老頭，實際上他的真面目是一個年輕的小男孩，只是為了更好的輔佐帝皇才以老人的模樣示人。馬卡多在荷魯斯叛亂的最高潮代替帝皇座上黃金王座直至枯竭而死，帝皇則因他的高貴犧牲而追封他為「英雄馬卡多（Malcador the Hero）」。
值得一提的是，在他坐上黃金王座前，將一份名單交給了帝皇，該名單上的人選則成為了灰騎士的初代成員。
- 堕天使塞佛（英语：Cypher (Warhammer 40,000)）（Cypher）
- 巴拉巴斯.丹提歐克（Barabas Dantioch）

叛變軍團鋼鐵勇士的戰爭鐵匠，是該軍團中的忠誠派戰士。原本是鋼鐵勇士的一名高階指揮官，因得罪鋼鐵勇士的原體佩圖拉博而被懲罰了禁止露臉與降職，並發配至偏遠星球，後在大叛亂時期以自身憤怒的鐵拳打退叛亂軍團，之後加入極限戰士，協助基里曼對於異形科技的研究，研究之後得之該異形科技為太空死靈以黑石科技打造的「法洛斯燈塔」。最後在面對午夜領主的攻擊時，犧牲性命超載了異形科技，此行為對叛軍造成了相當巨大的打擊，並在死後被基里曼追封為了「帝國英雄」。
十分諷刺的是，因他超載了法洛斯燈塔的關係，導致人類帝國迎來了強大的泰倫蟲族。
- 加維爾•洛肯（Garviel Loken）

最後的影月蒼狼，曾是第十六軍團影月蒼狼的十連長，軍團內四王議會中的一員，在荷魯斯和他的軍團叛變時仍保持着對帝皇的忠誠。原本是荷魯斯的私人顧問之一，由始至終都保持着對帝皇的忠誠而在伊斯特凡三號被遭到清洗但倖存，之後加入馬卡多的遊俠騎士進行各種任務。泰拉圍城之前洛肯被透露將成為灰騎士的創始人，看到帝皇時，他明白這不是他的命運。
- 康斯坦丁·瓦爾多（Constantin·Valdor）

禁軍首領，「帝皇之矛」，萬夫首座(The First of the Ten Thousand)。對帝皇絕對忠诚，武藝高超，甚至能在某些程度上媲美原體。現今下落不明。
- 拉·恩底彌翁（Ra Endymion）

禁軍護民官，萬夫之一，奉命鎮守黃金王座之下的網道入口處的靈族基地的禁軍之一，軍階僅次於萬夫首座的瓦爾多。後在馬格努斯的靈能通訊擊穿網道時，該靈族基地被炸毀，自身也慘死在該基地之中。
- 科利爾.澤西

機械教的高等機械神甫，與其他機械教成員不同的是，她雖忠於帝國，卻打從心底不相信帝皇是歐姆彌賽亞的化身，也不信任機魂，因此在機械教內部屬於邊緣人物。
她身材高挑，身穿束腰盔甲，從不掩飾自己的身材曲線，還用香水和墨鏡代替機械教成員常用的薰香和面罩，猶如雜誌封面的時尚女郎，卻也因此被機械教視為異端。
值得一提且極為諷刺的是，她發明的一種名為「思想空間」的特殊技術，能有效防禦混沌代碼的腐化，卻因為自身不受待見的緣故，直到荷魯斯大叛亂結束後才被帝國正式實裝。
- 尼拉.赫爾迪頓

機械教大賢者，出生於瑞紮星，是個非常瘋狂的等離子愛好者，被譽為機械教中「異端中的異端」。她可以為了滿足自己的愛好，就把自己的血液全部替換成等離子，將自己的心臟換成等離子反應堆，除了大腦之外全都是自己製作的玩意，由於瑞紮星的等離子技術不是很成熟，所以她自身就像個威力堪比核彈，行走的等離子炸彈。
- 奧諾瑪默斯

安格隆的養父，努凱里亞最年長的奴隸角鬥士，教會安格隆角鬥士生存方式和戰鬥技巧，後來被植入屠夫之釘，發狂失控的安格隆殺死。
- 西吉斯蒙德

帝國之拳軍團的元帥，同時也是軍團第一的劍術大師，在大叛亂時期憑藉自身強大的劍術擊敗了洛迦的養父科爾法倫，在叛亂結束後更是成為了第一任「帝皇冠軍」，他所說的一句「帝國的未來，只有戰爭」更是成為了事實。

##### 野獸紀元
- 庫蘭德（Koorland）

帝國之拳的二連長，所屬戰團被日漸衰落的高領主議會派去處理誤闖泰拉核心區域的鉻星人時，意外得知獸人入侵一事，且成為了該戰團唯一的阿斯塔特倖存者，並在審判庭與刺客殿堂的協助下成為了新任帝國統帥，在之後組織了一支隸屬審判庭，名為「死亡守望」的戰團。後戰死於第二次烏蘭諾遠征。
- 馬克西姆斯.塞恩

典範之拳的戰團長，也是庫蘭德於野獸戰爭期間的副手。在庫蘭德戰死後，接替他成為新任帝國統帥，後在第三次烏蘭諾遠征中消滅烏蘭諾上的獸人軍隊。在萬戈里奇發瘋並開始亂來時親自帶兵將其擊殺。
- 維瑞圖斯

審判庭（Inquisition）的審判長，同時也是帝皇在大遠征時期的帝國真理宣講者。對帝國十二人議會面對威脅時的態度感到憂心，但由於審判庭已經在議會中失去投票權，因此選擇協助庫蘭德篡奪帝國統帥之位，後在野獸戰爭協助庫蘭德找回沃坎和寂靜修女們。但卻在萬戈里奇發動政變時被毒殺，臨死前囑咐自己的繼任者要不計前嫌的幫助萬戈里奇。
- 萬戈里奇

刺客殿堂的大導師，與維瑞圖斯同為野獸戰爭中少數認清局勢且積極進取的帝國領主，在野獸危機期間高度支持星際戰士，並協助庫蘭德組建死亡守望戰團。由於對高領主議會的徹底腐敗感到失望，萬戈里奇在野獸戰爭末期發動了一舉屠盡十二高領主的政變，建立起全力支持帝國統帥抵禦獸人的獨裁政權，然而其出於良善意圖的統治卻在80年間逐漸變質，自身也在心力交瘁下墮落為一名多疑的暴君，陷入瘋狂的萬戈里奇最終選擇蜗居刺客廷刺客層層守護的極地堡壘，並在那裏死於返回平息亂局的昔日盟友塞恩之手。
- 鑄造將軍庫比克

時任機械神教帝國議會十二高領主。他違反摧毀烏蘭諾的命令，私自將烏蘭諾傳送至其它區域的行為被視為萬戈里奇決心政變的導火線。

##### 叛教時代
- 高治.范迪爾(Goge Vandire)

叛教時代的罪魁禍首，作為內政部高領主的他利用了此前數百年間國教與泰拉政院間的分裂，建立了集政治與宗教大權於己一身的獨裁恐怖統治，並以帝皇之女(Daughters of the Emperor，戰鬥修女會的前身，范迪爾時代一度更名帝皇新娘)為核心組織屬於自己的私人武裝，他長達數十個泰拉年的暴政被後世稱為血腥統治(Reign of Blood)，後被得知真相的帝皇新娘首領多米妮卡所殺。
由於他並未加入混沌勢力，也並未與混沌勢力有所接觸，因此暫不將他視作混沌勢力的一員。
- 塞巴斯蒂安.索爾（Sebastian Thor）

偏遠星球迪曼瑪爾（Dimmamar）的帝國國教修士，在夢中聆聽帝皇的真言後起身挑戰范迪爾的權威，並成為國教團體光明同盟（The Confederution of Light）的領導人；在阿斯塔特修士、機械教與一場後世稱為「帝皇之怒（Emperor's Warth）」的強大亞空間風暴的幫助下，索爾所發起的泰拉遠征(Terran Crusade)終結了范迪爾的瘋狂暴政。而後他以第292任教皇的身分對國教進行了影響深遠的改革。
- 朗基努斯（Longinus）

禁軍百夫長，在泰拉遠征戰爭的高潮現身在多米妮卡等一眾帝皇新娘面前，並引領她們至黃金王座面見帝皇使之理解遭到利用的真相。
- 帝皇新娘們
  - 阿莉希亞.多米妮卡（Alicia Dominica）

帝皇新娘（Brides of the Emperor）的首領，在泰拉遠征期間為捍衛范迪爾而戰，但跟隨朗基努斯面見帝皇后知悉范迪爾的罪行，下令將組織重新改回帝皇的女兒後親自斬殺範迪爾，為血腥統治畫上句點。後在索爾組建的「戰鬥修女會（Adepta Sororitas）」中，擔任分支機構「烏檀聖杯修會（Order of the Ebon Chalice）」的領袖，並被封為活聖人。
- - 阿拉貝拉（Arabella）

跟隨朗基努斯面見帝皇的帝皇新娘之一，動亂後成為「戰鬥修女會」之一的「神聖玫瑰修會（Order of the Sacred Rose）」的創始者，逝世於修會正式建立前。
- - 凱瑟琳（Katherine）

跟隨朗基努斯面見帝皇的帝皇新娘之一，動亂後成為「戰鬥修女會」之一的「熾熱之心修會（Order of the Fiery Heart）」的創始者，該修會凱瑟琳戰死後更名為「殉教聖女修會（Order of Our Martyred Lady）」。
- - 西爾瓦娜（Silvana）

跟隨朗基努斯面見帝皇的帝皇新娘之一，動亂後成為「戰鬥修女會」之一的「銀白壽衣修會（Order of the Argent Shroud）」的創始者，據傳遭叛變軍團阿爾法刺殺身亡。
- - 露西亞（Lucia）

跟隨朗基努斯面見帝皇的帝皇新娘之一，動亂後成為「戰鬥修女會」之一的「戰鬥修女會」中的分支機構「無畏之心修會（Order of the Valorous Heart）」的創始者。
- - 米娜（Mina）

跟隨朗基努斯面見帝皇的帝皇新娘之一，動亂後成為「戰鬥修女會」之一的「血腥玫瑰修會（Order of the Bloody Rose）」的創始者，逝世於修會正式建立前。
- 紅衣主教布加里斯(Cardinal Bucharis)

Gathalamor星區的主教，野心勃勃且瘋狂的他利用血腥統治所帶來的混亂建立了一個屬於自己的微型帝國，這場被稱為「不信之瘟（Plague of Unbelief）」的叛亂通常被視為叛教時代的尾聲。

##### 漸衰紀元
- 太陽領主馬卡裏烏斯(Lord Commander Solar Macharius)

咸認是人類自大遠征後最傑出的軍事天才，他所領導的「馬卡裏烏斯遠征（Macharian Crusade）」在第41個千年的短短數載裡為帝國重新征服了近千個世界，其兵鋒甚至一度延伸至帝國星矩外的未知之地。然而，這片帝國的新疆土在他戲劇性的神祕死亡後陷入長期的混亂。

##### 40K時代
- 貝利薩留.考爾（Belisarius Cawl）

機械教賢者，靠著獨有的記憶保存技術活了一萬年。荷魯斯之亂後，考爾曾受基里曼之託著手兩個極機密的研究，一百個世紀後，他的研究令帝國迎來了歸來的原體與原鑄星際戰士，但他擁有的過多秘密與計畫也令基里曼難以完全信任他。
- 馬里烏斯.奧古斯都斯.卡爾加(Marneus Augustus Calgar)

極限戰士在第41個千年之交的戰團長，因其領導能力與極限戰士強大的動員力，卡爾加是當下帝國最重要的統帥之一，他因對抗第一次蟲巢艦隊的馬庫拉格保衛戰與在警戒星之戰抵禦掠奪者阿巴頓的表現而聞名。並在基因之父回歸後被任命為極限戰士根據地五百世界的執政官。
值得一提的是，他一生的戰績中有九次陷入瀕死，甚至出現心臟停止和心臟受到致命創傷的情況，但最後都被成功搶救了過來，因此也被網友稱為「最難殺的星際戰士」，同時也讓極限戰士的榮譽衛隊被網友戲稱為「擔架隊」。
- 但丁（Dante）

聖血天使在第41個千年之交的戰團長，頭戴聖吉列斯死亡面具的他以遠超過阿斯塔特修士常識的1,500歲高齡而聞名；在他的指揮下，聖血天使的母星巴爾難以置信的在強大蟲潮艦隊的進攻下倖存，戰後但丁被攝政王基里曼指定為帝國暗面的執政官。
- 阿斯忒裏翁.莫洛克（Asterion Moloc）

因與高領主過從甚密而惡名昭彰的戰團「牛頭人戰團」的戰團長。以偏執兇猛聞名，最為聞名的事蹟為在阿瑪拉之戰中重創了太空死靈王朝「美娜克王朝」中的戴冠將軍。
莫洛克從不以真面目示人，且曾於多次從失蹤與瀕死重創中回歸，因此被懷疑其名是該戰團歷代戰團長的襲名。
- 福羅斯

聖血天使戰團的子團，慟哭者戰團的戰團長，由於因詛咒建軍時期建立而不受泰拉議會待見，後在巴達布戰爭時期因站隊星空之爪戰團導致立場更加難堪，而所屬戰團的旗艦則在戰爭期間被牛頭人戰團搶走，並在之後的阿瑪拉之戰中被用於衝撞太空死靈的旗艦。
- 提柏羅斯（Tyberos）

長期游離於銀河邊緣-食屍鬼星系（Ghoul Stars）的神祕戰團噬人鯊的戰團長，因剛猛而血腥的戰鬥風格而被稱為「猩紅血路（the Red Wake）」，巴達布戰爭期間，他與他飄忽不定的的戰團的現身助戰扭轉了帝國的劣勢，但過於殘忍的作風甚卻讓並肩作戰的阿斯塔特們難以苟同。
- 乌萨卡.克里德（Ursarkar E. Creed）

原卡迪亞星球上卡迪安突擊隊的第8團團長，在阿巴頓的第十三次黑色遠征期間臨危受命的成為總指揮官「卡迪亞至高堡主（Lord Castellan of Cadia）」。克里德帶領守軍在惡劣的戰局中奮戰不懈，最後在卡迪亞毀滅時被無盡者塔拉辛帶走。
- 塞弗

神秘的阿斯塔特，沒人知道他從何而來，也沒人知道他有什麼目的，只知道他是墮落天使的一員，擁有精準的射擊能力，以及被稱為「帝皇之聲」。後在基里曼回歸並遭到千子俘虜後，與丑角一同救出基里曼和其他帝國士兵。塞弗身揹獅王萊恩·艾爾莊森的劍，猜測可能是想透過這把劍來讓他得到寬恕與赦免。
值得一提的是，塞弗並非一個個體名字，而是一個職位名字，並且早在遠征軍抵達卡利班之前便以存在。
- 圖拉真.瓦洛裏斯

40k時期的禁軍首領，除了一身實力之外，他同時是一名出色的生物賢者。随身携带着名为时间镣铐的远古科技产物。
- 加百列.安傑羅 （Gabriel Angelos）

RTS遊戲《戰鎚40000：破曉之戰》系列中的原創戰團血鴉的戰團長，在他擔任戰團長期間，血鴉的家園世界先後遭到了泰倫蟲族與混沌勢力的入侵。基因之父與基因種子來源皆不明，但由於所屬戰團的口號為「知識就是力量」，喜歡收集各種知識，且優先挑選具有出色靈能天賦的新兵的特性，推測與叛變軍團千子內部的忠誠派有關。之所以收集各種知識和相關造物的原因是為了找回與自己相關的出身資料。
有趣的是，他們雖說全員皆由靈能者組成，但因他們的其中一個基因種子-「神經結」有著輕微的變異，這使得他們永遠都不會做夢，混沌邪神也無法以此腐化他們。
- 索菈莉婭

RTS遊戲《戰鎚40000：破曉之戰》系列中的瓦洛克家族騎士，家園陷入綠皮危機，且帝國審判官拒絕給予支援時，被違抗審判官命令的加百列戰團長所拯救，並在之後加百列陷入危機時駕駛自己的騎士機甲解救加百列。

##### 不屈時代
- 法迪克斯

刺客殿堂大導師，由保守派所組成的反基里曼聯盟「六頭聯盟」的一員，雖反對基里曼進行的一系列改革，但因明白目前的人類帝國需要一個領袖的原因，從而與基里曼同一陣線，並幫助基里曼壟固政權，只有在心裡認為基里曼的改革註定失敗，而這想法卻從一開始就沒想過要隱藏。
- 墨菲斯托

聖血天使的一員，有著「死亡之主」之稱，是一名出色的戰士兼靈能者，也是唯一一名已知成功壓制住黑色狂怒的聖血天使戰士。
- 亞瑞克

政委，名聲響亮，總能從各式各樣的生死危機中死裡逃生，因此被綠皮獸人認為是無法被殺死的人類，還因為綠皮獸人認為他的機械義眼能發射死光而成功的從義眼發射光線殺死了一名能硬抗核爆的重裝獸人。
- 薩坎

火蜥蜴戰團戰鬥小隊成員，與戰鬥兄弟前去支援被太空死靈攻擊的星球時，所在戰機被擊落，自己在身受重傷的情況下救出了一名戰鬥修女、一名國教牧師、一名星界軍士兵和四名平民，之後為幫助平民撤離主動與平民分開，最後成功擊殺了太空死靈的刺客-死印。
- 丹妮卡

戰鬥修女會分支-殉道修女會成員，在與極限戰士一同對抗太空死靈軍隊時，因目睹了大量戰士的死亡，和星界軍的腐化而產生心魔，之後在一名星界軍倖存者的勸說和目睹薩坎拼死戰鬥的畫面後重拾信仰，卻在重拾信仰的那一刻被死印擊殺。
- 奧古斯丁.左拉

《戰鎚40000：黑潮》中序章的刑訊員，在運送囚犯的過程中遭遇邪教徒攻擊，受傷後被玩家救下，並在撤離時將玩家招募為新兵。
諷刺的是，她的全名是玩家從一名神秘邪教徒口中得知的。

#### 灵族（The Aeldari）
- 艾爾德拉德.烏斯蘭（Eldrad Ulthran）

烏斯维方舟世界先知，最年長也最有遠見的靈族之一，是一名強大戰士的同時，也是一名強大的靈能者，之後被逐出烏斯維方舟世界，原因不明，現在是死神軍最重要的一員。值得一提的是，他與帝皇算是朋友，自身對靈族和人類帝國做出了一系列重大影響，據傳自身即便被逐出烏斯維，烏斯維的靈族依舊嚴格遵守著他所制定的行動方針。除此之外，在荷魯斯大叛亂時期，他以老人的形象救治被逼瘋的沃坎，並引導沃坎能在泰拉攻防戰之前回歸泰拉。
- 瑪查（Macha）

RTS遊戲《戰鎚40000：破曉之戰》系列中的靈族先知，在最後關卡帶著血鴉戰團長加百列，以及獸人領袖戈古茲一同對抗甦醒的亞空間惡魔。
- 伊瑞爾親王（Prince Yriel）

全名伊瑞爾．烏斯納耶什（Yriel Ulthanash），方舟世界伊楊登（Iyanden）的傳奇司戰與海軍上將、陰惡劫掠者（Eldritch Raiders）海盜艦隊的領袖，靈族神話人物烏斯納耶什（Ulthanash）的直系後裔的私生子。以高傲的性格與被公認為靈族最偉大的戰術天才而聞名，他因為無法完全抵抗混沌艦隊襲擊伊楊登而自我放逐，並在克拉肯蟲巢艦隊襲擊伊楊登時率領自己的艦隊回援，在風雲際會大事件死亡後，被前來支援的伊芙蕾妮復活，之後再次離開了伊楊登成為陰惡劫掠者的首領。其持握的武器「暮光之矛」是其直系祖先烏斯納耶什的神器，是目前唯一有紀錄能夠傷害到蟲巢意識的武器，後來被證實為五把老嫗之劍的其中一把。
- 伊芙蕾妮（Yvraine）

艾達靈族死神軍的領袖，為找出其它消滅混沌邪神的方法而組建了死神軍，之後為讓人類帝國成為吸引混沌邪神的誘餌而協助機械教大賢者貝利薩留.考爾救活基里曼。在10版靈族聖典中提到，因為死神軍喚醒死神伊尼耶德的進度遲遲沒有進展，其行事愈發激進，許多黑暗靈族、丑角以及數名鳳凰領主都決定離開死神軍。因為時常不留餘力的幫助基里曼，從而時常被網友調侃成是基里曼的攝政夫人，但實際上為二創居多。
- 希蘭德莉．帷幕行者（Sylandri Veilwalker）

靈族帷幕之路（Veiled Path）丑角劇團的暗影先知（Shadowseer），於40k時期多個事件都有身影，在992.M41時，引導伊瑞爾親王拔出暮光之矛、999.M41時引導貝利薩留.考爾發現阿巴頓摧毀黑石造物一事，並告知他黑石造物的作用。

#### 歐克獸人（Ork）
- 烏拉克烏爾格

大遠征時期的獸人皇帝，憑藉自身的力量一步步踏上烏蘭諾獸人帝國的皇帝之位，並靠著俺尋思之力成功返祖，成為強大的古獸人，並靠著自身的力量一度將帝皇打至瀕死，最後卻在帝皇和荷魯斯兩人的聯手攻擊下陣亡。有部分網友認為，烏爾格的實力其實不如帝皇，而帝皇之所以會被烏爾格打至瀕死只是因為帝皇在作戲，目的是為了讓荷魯斯成為戰帥後有足夠的功勳鎮住其餘基因原體。
- 野獸(The Beast)

在第32,000年發動「野獸戰爭」，令人類帝國陷入荷魯斯之亂後最大危機的獸人領袖。以令人驚異的獸人科技與巨大動員力對人類發動全方位的攻擊，更曾一度以人造月球兵臨神聖泰拉。
真實身分並非一人，而是由六隻擁有堪比泰坦機甲身形的強大獸人戰爭領袖組成的集團。其中一人在第一次烏蘭諾戰役在原體沃坎捨身的攻擊下同歸於盡，另外五名則在人類付出無以計數的代價後，發現獸人藉「WAAAAAAGH」建立靈能連結的特性後一舉擊破。
- 「戰爭頭目」吉斯羅帕

RTS遊戲《戰鎚40000：破曉之戰》系列中的獸人頭目，力量十足卻缺乏頭腦，曾委託戈古茲打造可攻破要塞的大炮，之後意圖用來對付靈族時，該大炮卻因戈古茲動得手腳而自毀，最終導致自己被靈族殺死。
- 「獵頭者」戈古茲

RTS遊戲《戰鎚40000：破曉之戰》系列中的獸人領袖，在最後關卡協助血鴉戰團長加百列，以及靈族先知瑪查一同對抗甦醒的亞空間惡魔，並在擊敗惡魔，加百列和瑪查離開後，自己也帶著已經失去力量的靈族聖物離去。
- 「大技師」瓦茲卡馬

RTS遊戲《戰鎚40000：破曉之戰》系列中的獸人工程師，遊戲中的毛哥金剛「大美人」便是由他所製作。覺得老大之位應該屬於自己的原因是「自己長得最英俊」。
- 「怪異小子」紮波諾金

RTS遊戲《戰鎚40000：破曉之戰》系列中的獸人神經小子，比先瓦茲卡馬一步投降戈古茲。
- 「碎骨者」斯拉卡(Ghazghkull Mag Uruk Thraka)

於不屈時代崛起的獸人領袖。斯拉卡在某次頭部重創後自稱獲得了搞毛二神的神諭，立誓帶領獸人發起一場席捲銀河、最暢快淋漓的「WAAAAAAGH」，並迅速成為無數獸人追隨的大頭目。
他在獸人間的威望因兩次阿米吉多頓戰役中與人類帝國的惡戰，以及曾在歐克塔琉斯之戰擊退泰倫蟲族兵鋒而更加崇高。
- 「瘋醫」搞茲尼克

獸人瘋醫，將頭部遭到重創的斯拉卡從死亡邊緣救回的獸人。因把一把扳手忘在斯拉卡的頭顱裡，從而導致斯拉卡經常頭疼不已。綠皮瘋醫的治療手法極為粗糙，所以患者醫鬧是常有的事，但因搞茲尼克會借助手術時的便利將遙控炸彈藏在患者體內，並在患者醫鬧時遙控引爆，因此久而久之，患者醫鬧的事件便很少發生。又因自身的醫術而被一群「醫鬧」的患者聯合開瓢，之後被一群地精護士救回。
- 瑪卡伊

斯拉卡的屁精傳令官，擔任傳達斯拉卡命令的旗手，因為獸人認為斯拉卡身邊必定會有一個瑪卡伊，所以即便瑪卡伊已經死亡，只要斯拉卡還存在，接替他的屁精就會受到獸人特有的「俺尋思之力」的影響，自動繼承瑪卡伊的全部記憶，成為新一代的瑪卡伊。

#### 钛星人（Tau）
- 远见指挥官（Commander Farsight）

鈦星人最偉大卻也最具爭議的英雄。在他率領的遠征軍因各種意外失去了所有的隨軍乙太導師後，他成為了一名割據一方的半獨立勢力。他同時也是極少數親歷並部分理解渾沌威脅的鈦星人。
- 影陽指揮官(Commander Shadowsun)

與遠見指揮官齊名的鈦帝國將領，女性。有传闻说她和阔撒罗可汗（白疤战团长）有一段不为人知的浪漫。
- 乙太無上師.安瓦(Aun'Va,Master of the Undying Spirit)

鈦星人帝國的最高精神領袖，擁有無上權威與睿智的乙太大師。然而鮮為人知的是，安瓦本人已在第三次天穹擴張時遭到帝國刺客庭暗殺，鈦帝國的乙太階級長期隱瞞了這個消息，並以全息投影與人工智能維持他仍在世的虛像。

#### 太空死靈（Necrons）
- 「寂靜王」薩雷斯(Szarekh, The Silent King)

太空死靈的前身懼亡者的末代統治者。由於對自己下達令全族殞落為無魂機械的決定感到懊悔，他在下令全族休眠後踏上自我放逐之旅，在數萬年後的現代，寂靜王返回銀河並開始喚醒太空死靈，一面對抗者泰倫蟲族的入侵一面謀劃者藉其他種族的肉身復興種族的計畫。
- 「風暴领主」伊莫特克（Imotekh the Stormlord）

以個性冷酷傲慢著稱的太空死靈領主，因在極短時間內建立起涵蓋70個世界的王朝而被視為最為強大的死靈領主之一。他有著擊敗強敵後不取其性命但砍下對方肢體作為羞辱的殘酷習慣，但也曾因此在之後遭對方還以顏色而吞下敗績。
- 「無盡者」塔拉辛(Trazyn the Infinite)

太空死靈王朝的首席檔案官，作為極少數全族沉眠後仍維持活動的太空死靈，塔拉辛執著於紀錄、蒐集銀河各種族的一切，他的大博物館收藏了來自各種族無以計數且難以想像的人事物，同時他不擇手段掠取收藏品的方式則使他成為了許多同族不待見的人物。塔拉辛近期在第13次黑色遠征中協助貝利薩留.考爾操作位於卡迪亞上的黑石科技及釋放收藏的帝國戰士助戰抵禦混沌，但也在戰役的最後將卡迪亞至高堡主擄走做為自己的收藏。
- 「旅行者」安拉克(Anrakyr the Traveller)

一名罕見地在甦醒時保有完整清明理性的死靈領主，因率領游牧軍團到處尋訪其他死靈王朝而被稱為「旅行者」，他會在協助喚醒、支援當地死靈王朝的同時向對方所要依定比例的軍隊壯大自己的勢力，但其目的究竟是高尚的重建太空死靈輝煌抑或基於個人野心則是眾說紛紜。他曾在冥府星域戰役與聖血天使戰團長但丁一同抵禦泰倫蟲族的進攻。
- 格爾賽特

塔拉辛麾下的太空死靈老兵，同時也是一名參與過天堂之戰的貴族。
- 萊恩斯特

警戒星上的太空死靈王朝「尼希拉克王朝」的太空死靈霸主，是「無盡者」塔拉辛的好友，同樣與其餘太空死靈不同，對待其餘種族較為寬鬆，甚至不介意自家手下對自己的冒犯。

#### 混沌（Chaos）

##### 叛亂原體
- 福格瑞姆（Fulgrim）

第三軍團「帝皇之子」的基因原體，色孽的惡魔王子，擅長一對一單挑，單挑能力的強大程度即便在原體當中也是名列前茅。在獲得一把封印了色孽惡魔的劍後不斷被腐蝕，再加上自己對完美的追求而倒向混沌後升魔。用自身的惡魔之刃將基里曼重創而使得基里曼休眠一萬年。
- 佩圖拉博（Perturabo）

第四軍團「鋼鐵勇士(Iron Warriors)」的基因原體，現為不分派系的惡魔王子。是所有原體中最擅長攻城，善於使用重火力武器的一位，其修築堡壘的能力與其兄弟羅格·多恩不相上下。在領導了自己的軍團後因為使用「十一抽殺」而惡名昭彰。因為長久以來的功勞不受重視，再加上因自己的母星奧林匹亞反叛而對其使用了「滅絕令」並失手殺死了自己的養姐後，他明白自己在帝國中已經再無容身之處。升魔後成為不分派系的惡魔王子。鋼鐵勇士是在背叛後所有軍團中最多忠誠派的一團。
- 康拉德·科茲（Konrad Curze）

第八軍團「午夜領主（Night Lords）」的基因原體。降臨於永夜之星諾斯特拉莫，在充滿各種犯罪的巢都成長，因而造就了他那變態且殘忍的性格，讓自己在該星球上有著「午夜遊魂」之稱，而且比起「康拉德·科茲」，他更喜歡被稱為午夜遊魂。因為自身不穩定的預知能力而飽受折磨，預見了自己的反叛而加入叛亂方。極其擅長暗殺，對折磨拷問有著變態一般的喜愛，曾用無數種手段折磨沃坎，將他逼至發瘋。過於相信自己所預知的片段。實力因為預視能力的不穩定而差距極大。後在看到自己在預知中被刺客庭刺殺後自願被殺。
值得一提的是，他在降臨諾斯特拉莫時，由於他所屬的嬰兒羊水艙砸破了星球地表並幾乎砸入星球內核，因此他在發動滅絕令後沒多久便摧毀了該星球。
有部分網友認為，科茲並非天生的變態殺人魔，而是因諾斯特拉莫本身的特性，以及亞空間邪神藉由其預言能力的引導所導致的。
- 安格隆

第十二軍團「吞世者」的基因原體，現為恐虐的惡魔王子。被帝皇尋回前曾淪為角鬥奴隸，並被奴隸主植入永遠改變其性格並摧毀大腦的植入物「屠夫之釘」，使他變得殘暴、充滿仇恨且失去睡眠能力，由於帝皇在他發起角鬥士起義時，擅自與奴隸主議和並任憑對方屠殺他的同伴，因此極度憎恨帝皇。這使他成為荷魯斯在大叛亂期間最為瘋狂的盟友之一，也使得他在無意中將荷魯斯的叛變計畫延後。
有趣的是，他在嬰兒時期降臨並在奴隸主發現前，僅憑一己之力便消滅了一隊因收到預言而來的靈族獵殺小隊。
- 莫塔里安

第十四軍團「死亡守衛」的基因原體，擅長生化戰術，現為納垢的惡魔王子。幼年時曾被擅長巫術的殘暴軍閥收養，並接受了嚴酷的閉關式教育，導致日後極端厭惡巫術與靈能。因帝皇擅自介入他與養父的對決而對其毫無好感，僅願意聽從荷魯斯的指揮。大叛亂期間眼見荷魯斯與帝皇皆違反尼凱雅會議的決定使用靈能，便試圖聯絡可汗密謀推翻兩人，卻被對方痛斥其痴心妄想，在與白色傷疤的戰鬥中落敗後，又遭旗下首席一連長泰豐斯欺騙而投靠納垢。曾在納垢戰爭中打敗基里曼並試圖腐化時導致帝皇之力上身火燒納垢花園，後被慈父納垢臭罵一頓。
- 馬格努斯（Magnus the Red）

第十五軍團「千子（Thousand Sons）」的基因原體，現為奸奇的惡魔王子。墮落前因全身通紅的巨軀被稱為「紅魔」，繼承了帝皇出色的靈能天賦。馬格努斯原本並非叛亂原體，但因低估亞空間的危險、沉迷於靈能，以及過度渴望知識的行為遭到了利用。他為了警告帝皇荷魯斯的叛亂而傳送的靈能訊息無意間破壞了帝皇使人類遠離亞空間威脅的網道計畫，最後在遭荷魯斯扭曲帝皇命令，令太空野狼前往征討、無路可退的情況下投身混沌。並未參與在伊斯塔萬五的戰鬥。之後在基里曼回歸時出手阻攔，並意圖腐化基里曼，後在基里曼被靈族「丑角」及塞弗救出時追擊至月球，卻在面臨塞弗、丑角、基里曼與泰拉援軍的夾攻下而掉入網道大門內，然後維持惡魔王子肉體的能量一消失馬格努斯就只能回到混沌。
- 荷魯斯·盧佩卡爾（Horus Lupercal）

第十六軍團「影月蒼狼（Luna Wolves）」的基因原體，帝國戰帥，曾為帝皇最信任和寵愛的兒子，大叛亂的領導者。荷魯斯是帝皇在大遠征時期第一位被找到的原體，這是由於其所在的星球克蘇尼亞距離太陽系較近，不需要進行亞空間航行就能到達。
三十年間，荷魯斯是帝皇身邊唯一的兒子，青年時期的他在帝皇身邊長大成人，兩人關係既是摯友也是父子。當更多的原體被發現並領導他們各自的軍團時，荷魯斯開始扮演大哥的角色，努力和自己的兄弟們打好關係，而他高超的指揮能力使影月蒼狼成為大遠征中收復星球最多的軍團亦讓他受到其他原體的敬重。他憑著多次出色的戰功而被封為戰帥，擁有對帝國軍隊僅次於帝皇的指揮權，其後將軍團更名為荷魯斯之子（Sons of Horus）。當帝皇返回泰拉時，荷魯斯被授予統率所有星際戰士軍團完成餘下的大遠征，雖然帝皇刻意孤立原體們在泰拉上進行秘密計劃，還成立地球議會讓凡人們騎在星際戰士頭上，儘管荷魯斯感到不滿，但這也從未動搖戰帥對帝皇的忠誠。然而在一次戰鬥中，戰帥被古老武器宿敵劍刺傷，劍上的劇毒令他一直昏迷不醒，而此武器正是由邪神納垢親自打造。早已投靠混沌並策劃這一系列陰謀的懷言者艾瑞巴斯說服絕望的軍團高層把瀕死的戰帥放到一個叫蛇窟的神秘地方進行醫治，其實此處正是混沌邪神的神殿，當戰帥接受所謂的治療時，邪神們進入他的腦海向他展示了一幅可怕的未來圖景，帝皇封神統治銀河，而原體和星際戰士鳥盡弓藏慘遭滅絕。由於混沌四神的不斷腐化，戰帥最終墮落了，並確信帝皇是一個一心封神，棄兒子於凡人的腐朽暴君，導致其與混沌勢力結盟並帶領半數的星際戰士軍團和許多其他帝國軍隊叛亂推翻帝皇統治，後稱為「荷魯斯之亂」，該次叛亂幾乎顛覆了整個人類帝國。
於叛亂的前夕，戰帥首先把忠於帝皇的軍團派去帝國邊緣星系執行任務來分散忠誠方軍力，然後策動普羅斯佩羅之焚使兩個軍團自相殘殺以逼反千子加入叛亂方，接著在伊斯塔萬三清洗叛亂軍團內的忠誠派，最後在伊斯塔萬五背叛和屠殺三個忠誠軍團，這使叛軍在叛亂初期掌握主導權並佔有優勢。荷魯斯最後在泰拉圍城時與帝皇的決鬥中兩敗俱傷，神形俱滅。
- 洛加·奧瑞利安（Lorgar·Aurelian）

第十七軍團「懷言者」的基因原體，現為不分派系的惡魔王子。因生長地的關係而一度將帝皇視為神供奉，並為了帝皇建造了「完美之城」並撰寫了「聖言錄」，卻因違背了帝皇所推行的「帝國真理」而遭到嚴厲的訓斥，「完美之城」也被毀滅。這導致了他在接收到來自混沌四神的蠱惑後成了人類帝國第一位叛變原體，也成為誘使荷魯斯墮落的禍首。
十分諷刺的是，他墮落前宣揚崇拜帝皇的著作「聖言錄」在叛亂後成為了帝國精神的支柱，堪稱國教始祖。
- 阿爾法瑞斯與歐米伽（Alpharius & Omegon）

第二十軍團「阿爾法軍團（Alpha Legion）」的基因原體。
擅長滲透、間諜活動及反間，作風神秘，戰術靈活多變。歐米伽的存在只有軍團高層和帝皇知曉。有說法稱阿爾法瑞斯其實才是帝皇第一個遇到的原體，但正統說法是他是最後一個，而且是被荷魯斯所發現。因為身材較其他原體小，而阿爾法軍團的星際戰士普遍身形較大，阿爾法瑞斯與歐米伽經常混入自己或其他的軍團而讓手下代替自己出現在某些場合中，多恩和基里曼都曾斬殺過阿爾法軍團的原體，但或許他們其實都只不過是星際戰士。幾乎在所有軍團中都有臥底。雖然是叛變原體，但因為其立場過於搖擺不定，有人認為其實阿爾法軍團並沒有叛變，一切都只是「為了帝皇」，但沒人知道真相。

##### 混沌星際戰士
- 掠奪者阿巴頓（Abaddon the Despoiler）

或譯阿帕頓，影月蒼狼(又名荷魯斯之子)第一連連長。因擁有與荷魯斯極度相似的外貌，而有著「小荷魯斯」的別名。大叛亂後自分崩離析的母團重組黑色軍團，因而往往被視為荷魯斯的繼承者。阿巴頓在大叛亂後的一萬年裡一再挑起意在傾覆帝國的黑色遠征(或譯黑暗十字軍)，並在第十三次遠征成功的摧毀扼守恐懼之眼的要衝卡迪亞，創造出將銀河撕裂為二的大裂縫。
- 背叛者卡恩（Khârn the Betrayer）

隸屬吞世者的阿斯塔特隊長，是少數能安撫安格隆暴躁情緒的人，但在安格隆因洛嘉的陰謀而轉變為惡魔王子後便拒絕接受安格隆為他的基因之父一事。
- 阿澤克·阿里曼（Ahzek Ahriman）（Ahriman）

千子的第一連連長、首席智庫長，奸奇神選。尋找黑圖書館未果後回到馬格努斯身邊。
- 法比烏斯.拜耳(Fabius Bile)

原帝皇之子戰團藥劑師。熱衷瘋狂的人體實驗，他為許多混沌戰幫提供了製造混沌星際戰士的技術，同時也進行著包括荷魯斯在內的一系列原體的複製人實驗，不過該計畫中的產物卻被阿巴頓給盡數摧毀，但據說當中的克隆原體福格瑞姆卻在被阿巴頓摧毀前落入了無盡者塔拉辛手中。
- 不朽者盧修斯(Lucius the Eternal)

帝皇之子的十三連連長。劍術高超，受色孽祝福成為神選，擁有被殺時只要殺害自己之人為此感到絲毫喜悅就能奪舍重生的邪力，因此被稱為不朽者。
- 盧瑟

第一軍團原體萊恩的養父，身體機能僅有科爾法倫的5分之1，因此並未經歷星際戰士改造手術，僅僅只有基礎的基因強化手術，之後被獅王以協助訓練新兵為由送回卡利班，並禁止其離開母星，而盧瑟對此感到不滿，認為獅王意圖壟固權勢，卻不知道這是不善言辭的獅王為保護他生命安全的打算，最後被潛入卡利班的密教成員引導腐化。
- 科爾法倫

懷言者的一連長，艾瑞巴斯和洛嘉的養父，也是先洛嘉一步落入混沌懷抱的星際戰士，儘管也接受了星際戰士改造手術，但因上了年紀，超過進行手術的完美時期，使得改造手術並不完美，而這也成為了他心中的一根刺。值得一提的是，科爾法倫雖是教宗，卻是個徹徹底底的無信者，只要能帶來利益，他能犧牲一切
- 艾瑞巴斯

懷言者的首席牧師，科爾法倫的養子，洛迦的副手，自稱「命運之手」，又被冠以「黑暗使徒」之稱，是個陰險狡詐之人。一手策劃了洛迦投混、腐化荷魯斯、伊斯塔萬大屠殺等一系列惡性事件。
- 巴圖薩·納雷克（Barthusa Narek）

隸屬懷言者軍團的星際戰士。
- 黑心修倫(Huron Blackheart)

原名盧福特.修倫(Lufgt Huron)，原為帝國派往巡弋大漩渦星區的星空之爪戰團一連連長,在接替戰死的前任出任戰團長後，富於才幹但過度進取的他為強化星區防禦能力進行了逾矩的軍事統治而被稱為巴達布暴君(Badab Tyrant)，從而引發了荷魯斯叛亂後最嚴重的星際戰士叛亂「巴達布戰爭」，修倫在兵敗逃亡後投身渾沌並藉渾沌之力重鑄遭斬下的手臂；他將逃出的星空之爪改組為紅海盜戰幫，並以高超的手腕將之迅速發展為實力不遜於黑色軍團的龐大勢力。他與他的戰幫目前以阿巴頓贈與的一座黑石要塞作為根據地，更曾在一度掠有基里曼的座艦馬庫拉格之耀號。
- 涅梅羅斯

戰鎚40000：殺無雙中的終極BOSS，成功昇魔成為惡魔王子，後被極限戰士戰團的二連長泰圖斯擊敗逐回亞空間。

##### 混沌信徒
- 莫蘭森軍閥

泰拉統一時期的泰拉軍閥之一，同時也是莫蘭森聯邦的最高統治者，是一名瘋狂混沌崇拜者，麾下有著一支狂熱的宗教軍隊，與其他軍閥一同對抗帝皇，而下場與其他軍閥同樣是戰敗並成為俘虜，最後因自身被混沌腐化至無可救藥的地步而被帝皇當場處死。
- 英格賽爾

大遠征時期的混沌女祭司，在洛加因完美之城遭到摧毀，失魂落魄並來到恐懼之眼附近時，向他顯現了混沌四神的神蹟，致使洛加墮落。
- 聖巴西琉斯（Saint Basillius）

M.37時代的帝國國教聖人，由於他的指控，超過30個星際戰士戰團被迫朝恐懼之眼展開用以贖罪的深淵遠征（Abyssal Crusade），直到數百年後人們才驚覺他其實是一名隱藏的混沌信徒，而他的屍身則被一支成功返回的星際戰士戰團鞭屍。

##### 混沌惡魔
- 卡班哈

恐虐大魔之一，為恐虐邪神麾下戰鬥能力最強的恐虐大魔之一，曾在荷魯斯大叛亂期間與乖戾的凱瑞絲一同埋伏聖吉列斯，試圖讓他投身混沌，卻被聖吉列斯打回混沌。此後，他一直以聖血天使的宿敵之姿而為人所知。
- 乖戾的凱瑞絲

色孽大魔之一，曾在荷魯斯大叛亂期間與卡班哈一同埋伏聖吉列斯，試圖讓他投身混沌，卻被聖吉列斯打回混沌。
- 「大不潔者」庫加斯

納垢大魔之一，原為一弱小的納垢小妖，因誤食納垢傾盡全力熬製的渾沌湯而升魔，儘管納垢視此為美事，但庫加斯卻一直感覺有負於"慈父"而意欲有所表現。他與莫塔里安一同策畫席捲五百世界的瘟疫戰爭，並泡製了可以殺死原體的劇毒神瘟。
- 「雨父」羅格提斯

納垢大魔之一，擁有基里曼打造第二帝國的相關情報，試圖在天災群星散播謠言，影響基里曼的聲望，卻被基里曼於天災群星擊敗並驅逐回混沌。
- 「幽影織幻者」澤爾菲克斯

奸奇大魔之一，在洛迦投混之後，奉命指引洛迦策劃原體腐化計劃。
- 「萬變魔君」姆卡欽

奸奇大魔之一，與奸奇同樣是個陰謀家。

### 其他種族神灵

#### 四大混沌邪神
- 恐虐（Khorne）   ：殺戮天，战争、暴虐、嗜血之神。即便打輸戰鬥，也不會報復對方，性格一向輸得起，放得下。雖會讓尋求力量之人獲得強大的力量，卻不會讓他們強悍到無法被人擊敗。稱號：血神、黃銅之主。
- 纳垢（Nurgle）    ：滯腐天，腐朽、疾病、堕落之神。因博愛的性格而被信徒稱為「慈父」。稱號：慈父。
- 奸奇（Tzeentch）：竄變天，变化、魔幻、欺骗之神。最為狡詐也最具智慧，總是策畫著無數陰謀詭計的邪神。稱號：計畫通、萬變之主。
- 色孽（Slaanesh）：極樂天，纵欲、淫乱、无度之神。係目前已存在的混沌四邪神中最為年輕的，源自靈族的驕傲與欲望，其降生帶來了靈族的大墮落(Fallen)，亦象徵靈族時代的黃昏及古聖的消亡。稱號：歡愉王子、最幼女士。

#### 其他混沌邪神
- 破壞神瑪拉（Malice）：所代表的意義是自我毀滅，亦有失落之神(The Lost God)之稱，因其破壞及自我毀滅之本質使之身為混沌也妄想毀滅混沌。係一名被預先預言的邪神，在設定中當帝國滅亡、渾沌吞噬掉整個世界之時...破壞神瑪拉將會降生並毀滅銀河中所有的生命和亞空間生物（包括所有混沌邪神），最終連同本身一起毀滅。但在第四版规则书和官方剧情中已被Games Workshop取消。
- 死神伊尼耶德：所代表的意義是復仇，是靈族傳說中尚未誕生的神，當所有靈族死去之時耶拿將會誕生並將色孽終結。此神之存在、是不是混沌邪神都還有待討論。在靈族新興勢力死神軍的奔走下似已降生並已展現出部分的力量，基里曼的復甦即是其影響下的結果之一。
- 造物者瓦什托爾（Vashtorr the Arkifane）：一名強大但不及四大邪神的混沌神祇，黑暗工藝之神，據信源於人類等智慧種族以科學征服自然的野心，講求邏輯與嚴謹的契約，支配著亞空間中最重要的軍火生產中心惡魔熔爐。瓦什托爾擁有飛升為第五住邪神的野心，在大裂縫形成後的亂局中浮上檯面，並與阿巴頓締結同盟組織厄兆方舟艦隊，意圖獲得古聖遺留的強大科技造物。

#### 靈族神祇
靈族的神祇出現之早甚至在混沌諸神甦醒之前。他們大多死於大殞落中，只有戰神凱恩及神秘的笑神(嬉奇高)是力量強大且仍存活者(至少靈魂尚存)。目前古聖與靈族萬神殿的關係不明，有靈族萬神殿即為古聖、靈族萬神殿為古聖的亞空間造物、靈族諸神與古聖沒有任何關係等多種講法。
以下為靈族大墮落前較著名的靈族神祇：
- 鳳凰王阿蘇焉：據信為最古老的靈族神祇，靈族諸神之始、諸神之王。於第二次天堂之戰中未傾向任何一派，死於靈族的大墮落(the Fallen)。
- 凱拉·曼沙·凱恩(或稱血手凱恩（bloody-handed Khaine）)：為鳳凰王阿蘇焉之弟，主掌戰爭與謀殺之神，且被認為是靈族在戰爭激情的體現。凱拉·曼沙並非凱恩真名的一部分，應視為一種稱呼或形容詞，意旨「滿佈或染滿鮮血的」，傳說在第二次天堂之戰凱因謀殺靈族最偉大的英雄艾爾達涅什，甚至暴虐的擊碎他的身體。由於鳳凰王阿蘇焉看倦了戰爭，且凱因在第二次天堂之戰期間行徑皆過於殘忍，阿蘇焉因而詛咒凱恩，從此之後，凱恩的雙手永不停止的滲出艾爾達涅什的血液，故被稱為凱拉·曼沙·凱恩，意指雙手染滿鮮血的凱因，每個靈族都將永遠銘記祂的謀殺。另在第一次天堂之戰期間，凱恩與星神擁夜者（Nightbringer)戰鬥並擊碎擁夜者的活體金屬身體，活體金屬的碎片刺進凱因的身體，凱因的身體從此流著金屬血液，據說這是靈族黑暗死神支派武士的由來。凱恩是靈族三個仍存在的神之一，其力量僅次於諸神之王鳳凰王阿蘇焉，祂也是最衝動，最魯莽的靈族神，在靈族神話中經常被記述為瓦爾的敵人。靈族大墮落之後，凱恩敗給色孽，但凱恩強大到即使是色孽也無法將其吞噬，只能將凱恩的軀體被擊碎成千個(亦有說法是無數)碎片並落入物質空間。從此，靈族可以透過祭品作媒介，讓古老強大的戰爭之神通過碎片降臨，這就是戰神化身。靈族的支派武士為了更接近凱因的各種特質而長時間訓練，最終如果戰事不利或需要，他們會犧牲一名神官的生命以喚醒戰神化身。
- 瓦爾：靈族的鍛造之神。於神話中協助伊莎及庫諾斯，以伊莎之淚製造魂石，讓祂們能偷偷對其子嗣(靈族)傳遞訊息及知識。不幸被凱恩發現後，凱恩禁錮及拷打伊莎與庫諾斯，凱恩的殘忍令其他神祇不予苟同，但由於凱恩的強大，沒有神祇表態制止。惟有瓦爾為祂們求情，並承諾為凱恩鑄造百件神器交換伊莎及庫諾斯的自由，然在期限到達之際，瓦爾來不及完成最後一把劍，便用一把未完成品混入其中。一開始凱恩在不知情下放了伊莎與庫諾斯，後來凱恩發現受騙後憤而與此三神開戰，亦為第二次天堂之戰。戰爭的結果為瓦爾戰敗，凱恩廢了瓦爾一隻腳並把瓦爾與自己的鐵砧鎖在一起，令其永遠為凱恩鑄造兵器，死於靈族的大墮落(Fallen)。
- 伊莎：豐收、生命與生育的女神，夢想與幸運之神莉莉絲的母親，據信亦是所有靈族的母親，在概念上與癒合，生育及豐收聯系在一起。在鳳凰王阿蘇焉立下靈族與諸神之間的障壁禁止雙方接觸時，祂哭泣所落下的眼淚被瓦爾製成魂石，伊莎通過魂石與靈族溝通。在阿蘇焉發現祂的禁令被違反之後，便把伊莎跟庫諾斯交由凱恩發落，直到被瓦爾欺騙凱恩並將其救出為止，雖是第二次天堂之戰戰敗方但似乎並未被追究其責(或許是因凱恩已向瓦爾欺騙之事復仇並得到了領地，且鳳凰王阿蘇焉已對凱因種種戰爭行徑感到不悅使然)。靈族大墮落(Fallen)發生之後，原靈族認為除了凱恩與神秘的笑神(嬉奇高)外自己的神祇都已被色孽所毀滅或吞噬。然有一個方舟世界傳出伊莎仍存活及其在靈族大墮落(Fallen)後的悲慘命運，伊莎在色孽手中的哭泣聲被長久與色孽爭戰的瘟疫之父納垢聽見。納垢在一次混沌諸神的大戰中擊潰色孽，並把伊莎救走後將其作為自己的伴侶。在混沌諸神中，惟有納垢本質存在慈愛或真實之愛等概念(從納垢的信徒會稱其為慈愛的父神便可知)，但納垢的愛是腐敗且扭曲的。伊莎被囚禁在納垢的瘟疫之屋、納垢的大鍋旁邊。伊莎自身有治癒任何疾病的能力(仍會經歷病痛的折磨)，即使是瘟疫之父最為可怕的的造物亦不例外。納垢會逼伊莎吃下祂最新且得意的造物，並以伊莎用多長時間才能痊癒作為判斷，如果造物合意，祂會把造物倒進物質世界，然後某個地方就會出現新的疫病，如果不合意，他會倒回大鍋，再次忙碌工作。而伊莎就會趁這段空檔向物質世界的生物耳語如何醫治瘟疫之父的疾病。
- 庫諾斯：狩獵之神、伊莎的丈夫，靈族之父。曾與伊莎一起被凱恩所禁閉，後被瓦爾以為凱恩鑄造一百把劍為代價換取他們的自由，雖是第二次天堂之戰戰敗方並未被追究其責(理由同伊莎)，死於靈族的大墮落(Fallen)。
- 莉莉絲：夢想與幸運之神。其預知夢能力是古聖中最為精準且出名的，莉莉絲曾追求庫諾斯，但其後與伊莎結成伴侶。忌妒的莉莉絲在夢到凱恩將會被靈族所殺後便通知凱恩，凱恩因而近入凡間試圖消滅靈族，讓鳳凰王阿蘇焉立下靈族與諸神之間的障壁，進而導致後續瓦爾將伊莎眼淚製為魂石及第二次天堂之戰。死於靈族的大墮落(Fallen)，其亦可視為預言的成真，因為靈族就是色孽的誕生的根源，所以靈族最終確實導致了凱恩的敗亡，即便凱恩同靈族一起對抗色孽。
- 茉瑞.黑格：長壽與命運女神，據信是靈族狂嚎女妖支派武士的創造者。渴望並想得到自己血液中的智慧，然只有凱恩的力量足以傷害祂，所以祂讓女兒們用尖嘯纏著凱恩，而祂承諾只要凱因斬下祂的手，祂就讓女兒們停止尖嘯，最後茉瑞.黑格得到了自己血液中的智慧,茉瑞.黑格便將狂嚎女妖贈予凱恩作為回報，而她被斬下的手指，則被瓦爾鑄造成了5把被稱為「老嫗之劍」的神器。後死於靈族的大墮落(Fallen)。
- 嬉奇高(更常被稱神秘的笑神)：歡笑之神、偉大的小丑、第一個小丑，是靈族丑角們的信仰中心。在靈族的大墮落(Fallen)發生時大多數靈族神祇都在色孽誕生時那難以言喻的欲望中被吞噬或消逝，祂的嘲笑讓他遠離慾望的腐化，祂在色孽與凱恩戰鬥時逃入網道之中。靈族丑角當中有著名為獨角的成員(角色)，是在劇團表演中扮演飢渴女士-色孽的人物。獨角在死後靈魂會被色孽所噬，嬉奇高不時會與色孽交涉或周旋，並以詭計救回獨角的靈魂，縱然成功的次數不多。
- 伊尼耶德：復仇與死神，尚未出生。當愈來愈多靈族進入無盡回路(方舟世界跟流亡世界的核心 儲存死去靈族的靈魂)死神的力量就會不斷增強，靈族預言當所有靈族在對抗大敵色孽的終焉之日死去時，伊尼耶德將會誕生，而一些先知認為伊尼耶德將會擁有擊敗大敵的強大力量，此神之存在、是不是混沌邪神都還有待討論。

靈族的大墮落（Fallen）其時間點目前已經確定約在Ｍ30前後，色孽誕生的尖嘯吹散了大量的亞空間風暴，使得帝皇得以發起大遠征，烏斯維靈族方舟世界的烏斯維先知 艾爾德拉德·烏斯蘭曰：What do humans know of our pain?We have sung songs of lament since before your ancestor crawled on theire bellies from the sea.(人類怎能理解吾輩的傷痛？吾等唱著悲傷輓歌之時，汝等先祖正用鰭爬上海灘。)可能是在描述天堂之戰（約在6000萬年前結束）。

#### 星神（C'tan，或译卡坦、西坦、席坦，死灵族之神）
遠古時活動於銀河中的巨大能量生命體的統稱，以吸取恆星的能量為食，後來轉而食用生靈的靈魂與生命能量，是誘使死靈族成為生體機械的元兇，並與古聖、靈族展開天堂之戰。直到第四版為止，星神都被設定為在天堂之戰後的荒蕪中互相殘殺吞噬並陷入休眠，直到公元40000年才重新甦醒並喚醒他們的死靈奴僕；但第五版則被改為在天堂之戰的末尾遭到發覺受騙的死靈族的憤怒反擊而消亡，第九版更帶出了死靈族操控使役著遭它們撕裂的星神的部分碎片的設定。
以下星神的資料仍以第四版的設定為準：
- 拥夜者（Nightbringer，或译致夜者）：吃掉其他数位星神後成为死灵族最强的神，仍存活。造型類似西方傳統中的死神（設定中有他的存在造成了銀河中各種族對死神的描述驚人的劃一的說法）死灵族曾经为其建造躯体，但是后来被灵族战神凯恩（Khaine）击破从而实力大减并且回到了没有实体的状态。
- 诈欺者（Deceiver）：仍存活，長於陰謀詭計，一手造成了死靈族的沉淪與導致星神剩下4位的互相殘殺（可能为奸奇之化身，此為值得怀疑的论点，因为星神没有实体无法进入异次元空间）。
- 虚空龙（Void Dragon）：是否存在遭到質疑的一位星神，传说中沉睡於火星上，因沉睡地点位处机械教派总部而被怀疑就是机械教派所崇拜的机器神灵（Machine Spirit）。根据《Horus Heresy》一书所说，虚空龙曾入侵地球，被帝皇打败之后囚困在火星上的暗夜迷宫之内，而其成为机械神就是为了招募崇拜者以图东山再起。不過也有玩家認為現在在火星迷宮中的虛空龍不過是他的一部分碎片。有些網友認為當時打敗祂的帝皇使用的名字是「聖喬治」，也因此在古泰拉留下了聖喬治屠龍的傳說。
- 外侧者（Outsider）：存在银河的任何角落，休眠中，有說法係靈族神秘的笑神以詭計讓外側者吞食其他星神，並最後將其困於某種球型物體中，丑角的舞蹈中有一種舞蹈重現這一幕，並預示終有一天，外側者將甦醒並逃出其中。

#### 嘎克與摩克（Gork and Mork，或譯搞哥跟毛哥）
- 欧克兽人之神，分別代表了欧克兽人「暴力而狡猾」與「狡滑而暴力」的特質，其性格為「嘎克會在你不注意的時候拿棍子敲你的頭」和「摩克會當著你的面拿棍子敲你的頭，並會在你倒地後多踹你兩腳」（附帶一提，兩人的名字取自於遊戲的設計師）。值得一提的是，根據歐克獸人的認知，搞哥是屬於戰士類型，毛哥則類似暗殺者類型。

### 主要星球

#### 星球分类
在战锤40000的故事背景中，世界（World）指的是行星（Planet），或称为星球
- 按照常规（General）或按约定俗成的分类：
  - 死亡世界或死寂世界（Dead World）：被實施了滅絕令或因泰倫蟲族入侵而什麼都沒了的星球。
  - 死亡世界（Death World）：當地環境、生態系讓人類難以生存的星球。
  - 沙漠世界（Desert World）
  - 冰冻世界（Ice World ）
  - 丛林世界（Jungle World）
  - 海洋世界（Ocean World）
- 按照所属势力分类

帝国（Imperium）
阿斯塔特母星（Adeptus Astartes Homeworld），或称为星际战士母星。
农业世界（Agri-World）
樞機世界（Cardinal World）：由國教直接統治，致力於崇拜神皇的宗教星球，行星總督永遠是樞機主教。不僅是作為朝聖者目標的神龕世界和國教特別重要的權力核心，同時也是許多修女會教團的作戰基地所在。
墓穴世界（Cemetery World）：全是坟墓，或是大战之后的烈士陵园。
神龕世界或聖地世界（Shrine World）：紀念曾發生過的偉大聖事，或聖人出生、死亡、長居過的星球。經常由國教直接控制並成為樞機世界。
文明世界（Civilised World ）
蛮荒世界（Feral World）
封建世界（Feudal World ）
被隔离的世界（Forbidden World）
铸造世界（Forge World）：由機械教直接控制的工廠星球。
堡垒世界（Fortress World）
巢都/蜂巢世界（Hive World）：人口極端稠密的城市星球，"人力"資源生產場。人們生活在被稱為蜂巢城市的巨型城市系統中，越往底層物資、環境、治安越差。
工業世界/製造廠世界（Industrial World/Manufactory World）：不屬於機械教的半自治領域，以機器等的先進自動化作業取代大部分人力的工廠世界，人口出奇地稀疏。
骑士世界（Knight World）
矿业世界（Mining World）
天堂世界或欢乐世界或花园世界 （Paradise World or Pleasure World or Garden World）：如渡假勝地般美麗、沒有污染的星球。貴族的遊樂場兼重要訪客的招待所。
刑罚世界（Penal World）
研究站（Research Station）
混沌（Chaos）
恶魔世界（Daemon World）
异形（Xenos）
方舟世界（Craftworld）：灵族的领地，巨大的宇宙飞船。
Crone World：灵族堕落前的领地
绿皮世界（Ork World） ：欧克蛮人的领地
墓穴世界（Tomb World）：太空死灵的领地
家门世界（Sept World）：钛帝国的领地
流亡世界（Exodite World）：流亡灵族的领地
处女世界（Maiden World）：流亡灵族的领地
异形世界（Xenos World)：以上外星种族的领地的统称

#### 星球简介
阿米吉多顿（Armageddon）
阿提拉（Attila）
芬里斯（Fenris）：太空野狼母星。
卡迪安（Cadia）：卡迪安突擊軍母星。在掠奪者阿巴頓的第十三次黑暗遠征中毀滅。
卡利班（Caliban）：黑暗天使軍團母星。已毀滅，據說基因原體萊恩·艾爾莊森沉睡與星球遺跡之中。
卡塔昌（Catachan）：被濃密叢林覆蓋的死亡世界，環境惡劣且危機四伏，即便是太空死靈也不見得能存活。
普羅斯佩羅（Prospero）：千子軍團母星，在太空野狼發動的「普羅斯佩羅之焚」中被夷為平地。
奧林匹亞：鋼鐵勇士軍團母星，因佩圖拉博所下令的滅絕令而毀滅。
諾斯特拉莫：午夜領主軍團母星，因康拉德.科茲所下令的滅絕令而毀滅。
努凱里亞：吞世者軍團母星，因洛迦的陰謀而被憤怒的安格隆率領軍團屠殺殆盡，最終遭到獻祭，落入了亞空間中的恐虐領域。
因威特：帝國之拳軍團母星。
巴爾：聖血天使軍團母星。
巧格裏斯：白色傷疤軍團母星。
萊卡厄斯：暗鴉守衛軍團母星。
恐懼之眼（Eye of Terror）：亞空間的主要入口，一般指混沌大本營。
大漩渦：亞空間的另一入口，曾受到人類帝國看管，後因巴達布戰爭而失守。
火星（Mars）：機械神教大本營。
马库拉格（Macragge）：極限戰士戰團母星。
神圣泰拉（Holy Terra）：人類帝國首都，又稱王座世界。原名地球。
烏蘭諾：綠皮獸人大本營，也是荷魯斯被帝皇封為戰帥的加冕之地。

## 涉及的科幻和历史背景
借鉴的历史背景
以下历史背景按汉语拼音顺序排列：
罗马帝国：极限战士军团
越南战争中的美军：卡塔昌
一战的法军和德军：克里格死亡兵团
苏联：政委
蒙古帝国：白色傷疤军团
亚瑟王和圆桌骑士：黑暗天使战团
騎士王國卡美洛：卡利班
吸血鬼文学：圣血天使战团
二战时期的德国国防军：阿米吉多顿钢铁军团
二战时期的苏军：瓦尔哈拉冰雪勇士
法兰西帝国老禁卫军：莫迪安铁卫军
近代波兰/斯拉夫军事文化：沃斯托尼亚长子团

## 相关作品

### 基于模型的游戏
- 哥特舰队（Battlefleet Gothic）
- 史詩 40000（Epic 40,000）
- Gorkamorka
- 审判官（Inquisitor）
- Necromunda
- 星際聖戰（Space Crusade）
- 太空战舰（Space Hulk），或譯作宇宙荒舟
- 帝國空戰（Aeronautica Imperialis）

### 電腦遊戲
- 戰鎚40000：破曉之戰（Warhammer 40,000: Dawn of War）, 2004 
  - 戰鎚40000：战争黎明：冬季攻势（Warhammer 40,000: Dawn of War: Winter Assault）, 2005
  - 戰鎚40000：战争黎明：黑暗十字军（Warhammer 40,000: Dawn of War: Dark Crusade）, 2006
  - 戰鎚40000：战争黎明：灵魂风暴（Warhammer 40,000: Dawn of War: Soulstorm）, 2008
- 戰鎚40000：破曉之戰II（Warhammer 40,000: Dawn of War II） , 2009
  - 戰鎚40000：战争黎明II-混沌崛起（Warhammer 40,000: Dawn of War II - Chaos Rising）, 2010
  - 戰鎚40000：破曉之戰II-天譴（Warhammer 40000: Dawn of War II - Retribution）,2011
- 战锤40000：战争黎明3（Warhammer 40,000: Dawn of War 3）, 2017

《戰鎚40000：战争黎明》系列是由加拿大Relic Entertainment公司製作，由THQ公司於2004年發布的PC平台即時戰略遊戲類，其後又分別發布了《冬季攻势》、《黑暗十字军》和《灵魂风暴》三部資料片，分別加入了新種族和新戰役。這款遊戲很好的繼承了戰鎚40000的桌面遊戲規則。 2009年2月已發行此系列的第二部《战争黎明Ⅱ》（此遊戲將採用《英雄連》“精髓”遊戲引擎的升級版）。
- 宇宙荒舟（Space Hulk），或称太空废船 , 1993
- 宇宙荒舟：圣血天使的复仇（Space Hulk: Vengeance of the Blood Angels）, 1995
- 最终解放：戰鎚传奇40000（Final Liberation: Warhammer Epic 40000）, 1997
- 戰鎚40000：浑沌之门（Warhammer 40,000: Chaos Gate）, 1998
- 戰鎚40000：战争仪式（Warhammer 40,000: Rites of War）, 1999
- 戰鎚40000：烈焰戰鎚（Warhammer 40,000: Fire Warrior）, 2003
- 戰鎚40000：星際戰士（Warhammer 40,000: Space Marine）, 2012
- 戰鎚40000：渾沌之門-恶魔猎人（Warhammer 40,000: Chaos Gate demonhunters）, 2022
- 戰鎚40000：星際戰士 2（Warhammer 40,000: Space Marine 2）, 2024

在網絡上有一些被戰鎚40000背景啟發的遊戲模塊製作組，'WH40K : Rival Species'是一個使用《戰鎚40000》背景的《半条命》的模組。實際上暴雪公司的電腦遊戲《星際爭霸》和《魔獸爭霸》都曾分别受到了《戰鎚40000》和《戰鎚》的影響：《星際爭霸》的種族設定、以及暴雪風格的動力裝甲，還有從《星際爭霸》內部流出的截圖和資料可以看到人族的兵種陸戰隊員曾經就叫做“Space Marine”。曾有传闻暴雪其实原想制作《战锤40000》的即时战略游戏，但是开发中期因为合同谈判失败，出于版权问题不能再使用“战锤”名号才改编成为《星际争霸》。

### 掌机游戏
- 战锤40000：小队指令（Warhammer 40,000: Squad Command）[PSP, DSL]
- 戰錘40000：自由之刃（Warhammer 40,000: Freeblade）

### 多平台游戏
- 太空废船（Space Hulk） [PC, MAC]
- 战锤40000：阿玛吉多顿（Warhammer 40,000: Armageddon） [PC, IOS]

### 网络游戏
- 战锤40000：永恒远征（Warhammer 40,000: Eternal Crusade） [PC, PS4, XBOX ONE]

### 非战棋游戏产品
包括了书籍、漫画和画册，Black Library Books出版的“Gaunt's Ghosts”系列、Dan Abnett的“Eisenhorn三部曲”、William King的“Space Wolf”和Ian Watson的“Inquisition War”。

## 電影
在2010年12月13日，根據《戰鎚40000》改編的電影《極限戰士》以DVD首映的形式釋出。電影是以星際戰士極限戰團（Ultramarines Chapter of Space Marines）的故事，加上電腦影像合成技術（Computer-generated imagery）製作的科幻電影。劇本由丹·阿布涅特（Dan Abnett）撰寫，他也替2000AD、漫威漫畫和DC漫畫寫劇本。電影由經遊戲工作室授權的英國公司Codex Pictures製作，使用Image Metrics的先進動畫臉部捕捉技術。這技術在俠盜獵車手IV、刺客教條II、NBA 2K10和其它電子遊戲或電影中都有使用。

## 延伸阅读
- Warhammer 40,000 Core Rules (free PDF) （页面存档备份，存于）
- Marcus Carter; Martin Gibbs; Mitchell Harrop. . Games and Culture. 2014, 9 (2): 122–147. doi:10.1177/1555412013513349.